# TBCパワフルベースボール
『tbcパワフルベースボール』（ティービーシーパワフルベースボール）は、東北放送（tbcラジオ）が放送されているプロ野球中継番組。
tbcテレビでの番組名も2010年 - 2012年は『TBCパワフルベースボール』となっていた。2013年は『EVER SPORTSスペシャル』（エヴァー・スポーツスペシャル）、2014年 - 2016年は『スポッち!スペシャル』、2017年からは『直球勝負! イーグルスLIVE』として放送されている。

## 概要
2004年までは、原則として火・土・日はJRNナイター（キー局：TBSラジオ）、水・木・金はNRNナイター（キー局：ニッポン放送）をそのままネット受けしていた。ただし1973年からロッテオリオンズが準本拠地（1974年から1977年は公式なフランチャイズとなる）となり、県営宮城球場で試合が行われるときは自社制作で中継しており、オリックス主催試合ではメインカードではないが毎日放送のアナウンサーが来仙しリポートを入れたり、ダイエーの試合が行われたときはKBCラジオにネットしたこともあった。横浜×中日では東海ラジオのアナウンサーが来仙したのは勿論のこと当時、解説者だった古葉竹識が当時TBC解説者の土屋弘光と中継をしたこともある。
2005年からは、宮城県を本拠地とする新球団・東北楽天ゴールデンイーグルスが誕生したことから、JRNおよびNRNのクロスネットも活かしつつ、一部年度を除き楽天のホームゲームをすべて放送している。
楽天ビジターゲームの中継は、2005年は数少なかったが2006年からは大幅に増えた。中継数増加は地元でのファンを増やしたいという球団の意向があり、CM枠の一部を球団が買い取っていたが、不景気の影響からか2009年からはTBSラジオやニッポン放送がメインカードとするか（在阪局制作の阪神主催時を中心に。聴取率調査期間の自社向けとTBC向けの二重制作となる場合を含む）、制作局が別番組となった場合でも該当カードがネットワーク向け番組として裏送りされる場合を除き関東・近畿両地区で行われるビジター試合を中継していない（主として、ロッテ・オリックス・ヤクルト・DeNA主催試合）。巨人主催試合は全国中継の対象になることが多いが、全国中継の対象から外れた場合は中継を行わないことが多い。該当カードに当たった場合、火曜はJRN各局が中継する裏開催のカード（基本的に北海道放送の日本ハム戦、RKB毎日放送のソフトバンク戦を放送）、水〜金はニッポン放送の全国放送カードをネット受けし、土・日・月曜は中継自体を休止する。一方で、西武主催については平日のナイターに限り文化放送の『文化放送ライオンズナイター』のネット受けを行うようになった。詳しくは#中継に関する特記事項を参照。ただし2017年以降、これらのラジオ未放送のビジターゲームをTBCテレビで中継するケースが年に何回かある。
タイトルコールやCM後のサウンドステッカーは、2005年はモーニング娘。のメンバーが、2006年からは当番組アナウンサー＋名久井麻利によるものに替わり、2008年からは楽天の主力選手も加わっている、タイトルが変わった2010年は佐藤修を除く当番組アナウンサー＋楽天ブラウン監督（当時）のものに変更となった。
2017年はタイトルコールを飯野雅人アナウンサーがCM明けジングルをTBCアナウンサーが担当している。
TBCダイナミックナイター時代、末期は佐藤修の「TBCダイナミックナイター!」というジングルで、その後に「杜の都仙台からお送りしています」か「東北放送が宮城からお送りしています」等のバージョンがあった。
2008年までのナイターでは（雨傘番組放送時は19:59から1分間）5回裏攻撃終了後に宿直のアナウンサーによる「河北新報スポットニュース」が放送された。2009年からは平日の楽天戦に限り、後続番組である『TBCパワフルベースボールplus』パーソナリティの大胡菜夕（火曜・水曜）、菅野愛郁（木曜・金曜）が、2010年7月から土曜は菅野愛郁、日曜ははすみ奈緒がスタジオから楽天の応援メールならびにファックスを紹介していた。
かつてはホームゲーム限定で中継中ファンからのFAX、メールを受け付けていた。相手チームの地域にネットされる場合でも募集していた。他局で行っているプレゼント、クイズなどは聴取率週間を除き行わない。
2008年シーズンより土日は楽天の試合のみを中継し、他球場のナイトゲームネット受けはやめている（中継カード無し時に放送の雨傘番組「プロ野球ネットワーク」は火曜のみネット受け）。ただし、2009年シーズンは土曜日に例外が生じている（4月18日はデーゲーム、オリックス戦を放送せずナイターの時間帯に「プロ野球ネットワーク」を、5月9日はデーゲーム、ロッテ戦を放送せずナイター「巨人 vs 中日」をそれぞれネット受けした。2010年以降は土・日のJRNナイターがないためこのような措置はない）。2010年シーズンより日本シリーズ中継も楽天出場時のみの放送とした。
他球場の試合速報は「TBCナイター（デーゲーム）速報」として伝える。速報のチャイム音は、JRN仕様の2005年から2011年5月上旬までものはTBSラジオなどの中継と比べて音程が低くなっていたが、2011年5月中旬から新たな速報音に変更されている。NRN仕様のものは諸事情により2011年シーズン開幕から使用されず実況が「TBCナイター（デーゲーム）速報」とダイレクトでコールしていたが、6月11日からNRNナイター中継参加全局での使用を再開した。また楽天主催試合をNRNラインで東海ラジオ放送へネット（全国放送時を除く）する場合（交流戦の対中日戦をネットする場合が多いが、稀にパ・リーグの試合をネットする場合もある（例・2009年10月1日の「楽天×ソフトバンク」戦））「TBC」という略称が「CBC」と似ているせいか、東海ラジオに配慮して実況アナは通常「TBCナイター速報」と読み上げるところを「東北放送ナイター速報」と読み上げている（裏送りの場合は「東海ラジオ ナイター速報」となる）他、東海ラジオとの局間ネットで両局の中継タイトルを読み上げる場合や実況・楽天側ベンチレポートのTBCアナウンサーを紹介する場合もそれぞれ「東北放送パワフルベースボール」「東北放送〇〇（アナウンサー）」と読み上げている。
同じ日にベガルタ仙台が試合を行っている時やJリーグチームがある地域にネットの際は速報することがある、その際実況アナは「TBC・Jリーグ速報」（速報チャイムなし）とコールする。
提供クレジットの読み出しは、複数社のスポンサーの場合は「この放送は○○○○○〜、以上の提供でお送りします。」、一社のみのスポンサーの場合は「この放送は○○○○○の提供でお送りします。」となっている。
2011年5月16日から2012年3月31日までTBCラジオで、「radiko復興支援プロジェクト」を通じてネット上での放送の配信（日本全国）を行ったが、この番組に関しては、Kスタ宮城等で行われる楽天の主催試合に限り配信を行った。それ以外に関しては、フィラー音楽に差し替えていたが、同年7月22日にナゴヤドームで開催のオールスターゲーム第1戦（東海ラジオ制作）は配信が行われた。その後、2012年4月2日からは「radiko」の試験配信（宮城県のみ）に移行されたが、これにより楽天主催試合以外のカードも配信されることになった。

## 番組名の遍歴
- 開始年不明 - 改題年：TBCナイター（ティービーシーナイター）
- 改題年不明 - 2004年：TBCダイナミックナイター（ティービーシーダイナミックナイター）
- 2005年：月曜ナイター & デーゲーム - TBCイーグルスベースボール（ティービーシーイーグルスベーボール） / 月曜以外のナイター - TBCエンジョイベースボール（ティービーシーエンジョイベースボール）
- 2006年 - 2009年：デーゲーム - TBCイーグルスベースボール（ティービーシーイーグルスベースボール） / ナイター：TBCイーグルスナイター（ティービーシーイーグルスナイター）
- 2010年 - 現在：TBCパワフルベースボール、副題で火曜 - 金曜イーグルス戦ナイター：イーグルスナイター / 月曜：マンデーイーグルス / 土曜：サタデーイーグルス / 日曜：サンデーイーグルス / 平日デーゲーム：イーグルスデーゲーム中継（イーグルスデーゲームちゅうけい）[5]

※2007年・2008年は、本来中継予定が組まれないナイターオフ編成期間（10月 - 3月）と、土曜 - 月曜のナイター中継には「北電子プレゼンツ GOGO!イーグルスナイター」というサブタイトルが付くことがあった（協賛スポンサーが北電子1社単独である以外、内容そのものは通常の中継と変わらない）

## 2025年の基準放送時間
TBCパワフルベースボール イーグルスナイター（火曜 - 金曜、楽天戦以外は単にTBCパワフルベースボール） / マンデーイーグルス・サタデーイーグルス・サンデーイーグルス（ナイター中継）
- 火曜 - 金曜 17:59 - 21:00（最大延長は24:00。中継カードが楽天戦以外となる場合も、延長オプションに変動はない）。
- 土曜・日曜・月曜は楽天戦がある時のみに放送。月曜は火曜 - 金曜と同じ（2013年から統一）、土・日曜は17:00 - 22:25（延長なし）、18:00 - 21:00（最大延長、土曜は23:30、日曜は22:00）。
- ナイター中継が21:00をオーバーした場合、クッションプログラムの短縮、休止で対応し後ずらし（スライド）はしない。最大延長時刻以後の番組は定時放送で行われる。2019年度のクッションプログラムは以下の通り。
  - 火曜から金曜はナイター終了後（ナイター中継が早く終了した場合や中止・ないしはナイター開催がない場合は21:00から）「TBCナイタージャンクション」（ - 21:49。「駒田徳広のミュージックブルペン」「ベストミュージックコレクションジャパン」「アナログタロウ 痛快!アナログヒッパレ〜」のいずれかを放送）、「TBCイチオシパワープレイ」（ - 21:55）、「TBCニュース」（ - 22:00）、「オールナイトニッポン MUSIC10」（ - 23:50、金曜以外）、「オールナイトニッポンGOLD」（ - 23:50、金曜）を放送。ただし、22:00をオーバーした場合は直接「オールナイト - 」に飛び乗る。
  - 土曜、日曜はナイター終了までの定時番組は休止。次の定時番組まで間ができた場合、自社制作の「ベースボール・ストーリー」で間を繋ぐ（平日デーゲームの際も同じ）。
  - 月曜はナイター終了後「NEW NEWS」（ - 22:00）を放送。22:00をオーバーした場合は土日ナイター同様の措置となる。

※2007年は試合が長時間化し試合途中で終了することがあり、試合終了まで放送してほしいとの要望もあるが2008年シーズンも同様の延長対応をとり、2009年から平日に関しては30分延長枠が増え23:30となる。しかし、東日本大震災が発生した2011年は「震災情報 官邸発」（TOKYO FM制作）の放送を優先するため、6月30日までの間は21:55で中継打ち切りとした。現在は「オールナイトニッポンGOLD」枠全編を延長対応枠としている。
（他局は地元球団の試合を試合終了まで放送しており、延長の制限があるのは、TBC・文化放送・STVラジオ・NACK5の4局。曜日・時間帯によってはRKBラジオもも加わる）
- 火曜 - 金曜に中継予定カードが予備も含めて中止となった場合、水 - 金曜はニッポン放送制作「ナイタースペシャル」（「いつでもみんなのプロ野球」および「サウンドコレクション」）を放送する。火曜日は2017年まではTBSラジオ制作「プロ野球ネットワーク」を放送していたが、2018年以降はTBCのスタジオから「TBCパワフルベースボールスペシャル」（新聞等の番組表などでは「TBCナイタースペシャル」「レインコートプログラム」もしくは「TBC第○スタジオから生放送」といった表現もなされる）を放送する。ただし元々中継予定がない場合は、別途特別番組を編成する場合がある。
- 土・日・月曜は中継予定カードが中止の場合予備カードの補充はされず、原則として通常の定時番組を放送する[6]。ただし、当初から試合予定が組まれている月曜日の「3・11みやぎホットライン」（19:00 - 19:30）は試合中止になった場合もそのまま休止となり、「ベースボール・ストーリー」などの代替番組を19:00から30分間放送する。

TBCパワフルベースボール サタデーイーグルス・サンデーイーグルス・イーグルスデーゲーム中継（デーゲーム中継）
- 土曜は13:00 - 18:00もしくは13:58 - 19:00、日曜は13:00 - 18:00もしくは14:00 - 19:00、平日は13:00 - 17:57（ただし火 - 金曜は17:57以降もナイター枠で中継継続）

※放送開始・終了時刻は試合開始時刻に合わせて変わる。
※事実上のクッション兼レインコートプログラムは、土曜日は「土曜3時はラジオジョッキー」（通常放送は14:55 - 17:00）、日曜日は「ロジャー大葉の愛してJ-POP天国」（通常放送は13:00 - 15:00）、「SofaMusic」(通常放送は16:00 - 16:55)。
- ただし15時台の競馬中継（土曜は「サタデー競馬実況中継」、日曜は「サンデー競馬実況中継」。中央競馬のメインレースのみで、2006年以前はラジオ日本発、2007年よりラジオNIKKEI発）は休止されず放送され、デーゲーム中継が中断される（中断時間帯 - 土曜日は15:25頃 - 15:55頃。日曜日はCM枠や定時ニュース枠を含めて14:58 - 16:00）。試合が佳境に差し掛かる頃の中断となり、展開によっては中断時間帯に展開が大きく変わることや試合が終わってしまうこともあるため、スタジオのパーソナリティが恐縮する場面もある、そのことも考慮されてか2010年からは土曜日の中継はTBCテレビで『ウイニング競馬』（テレビ東京発）のネット受けがない時に限り、レース直前から終了後すぐに球場にマイクを戻し、日曜はG1レース開催日のみの放送となり（日曜デーゲーム終了後は番組の性質上ハイライトはなく番組再開になる。特に2009年は日曜の中継に関してはスタジオ待機の鈴木俊光が丁重に詫びていた、因みに2008年までは録音コメントで対応していた）、その後『ウイニング競馬』はBSテレ東での全国放送に移行する形でTBCでのネットを打ち切った。

※中断時間が近付く場合に実況アナが断りのコメントを言うが再開時間がまちまちの為「試合が続いていれば後ほど」という表現を使う。

※一方、他地域の民放で放送される「ボートレースラジオ実況中継」（文化放送制作）については、放送日であっても本番組の放送を優先し、当日の楽天戦の放送ができない週のSG競走のみネットする。
※通常枠に試合が収まりきれなかった場合は終了予定1分前に実況の声を絞り、前述のレインコートプログラムのパーソナリティーが中継を打ち切るお詫びと自身の担当番組次回の予告を行い中継を打ち切るが2010年シーズンから最大延長が拡大されており（試合開始から5時間後 - 6時間後）詫びコメントが激減した。

## ネットワーク
クロスネット局のため、火・土・日曜日はJRNライン、月曜と水〜金はNRNラインを採る。
ただし、TBSラジオは2010年度から土・日曜、さらに2018年度から平日を含めた全曜日でナイター中継の全国放送が廃止された（JRN系列局はローカルで野球中継を継続。2018年以後はTBSラジオに代えてアール・エフ・ラジオ日本とのネットワークを結ぶ試合もあったが、RF自体も巨人主催の東京ドームの試合に特化した影響で年間のナイター放送試合数は減りつつある）関係で、同年から2012年までイーグルスのビジターゲームの中継を放送する際、デーゲーム・ナイターに関わらず、カードにより土・日であってもNRNラインの中継をネットする場合があった（例：朝日放送ラジオ（ABC）制作の対タイガース戦中継 など）。

なお以前は中国放送（RCCラジオ）と同様に、JRN・NRNともにネット局がない場合でも、イーグルス主催ゲームがナイターの場合はTBCが本番としない方のラインの予備中継を制作し、JRNもしくはNRNの回線に送信していたこともあったが、2010年代は要員や経費の都合から、他の試合が屋外球場開催という場合や、ネット局がある場合を除いて、デーゲーム同様に本番中継をJRN・NRN共通の素材音源として予備中継制作を行わないことがある。そのため、楽天主催試合で巨人以外の在京球団やオリックスが相手となった場合には、予備優先順位が最後尾になることも多い。

土・日ナイターではJRN系列局との局間ネット分がLF-MBSラインとの兼用扱いとなり、LF-MBSラインの本番カードが中止となった場合にはTBC-LF-JRN系列局（-MBS）の変則ネットとなることがある。
2010年の土・日ナイターの実績としては、全国放送となった楽天主催ナイターは5月22日の「楽天対巨人」（交流戦）が唯一で、QRをはじめNRN各局に自社放送分を送出した。そのほか全国放送ではないが、8月21日・22日の「楽天対ソフトバンク」はLF-MBSライン第1予備カードの扱いでJRN系列局であるRKBに送出した（同日のKBCの中継は解説者のみ同局側からの派遣によるTBC制作裏送りで、NRN第2予備カード扱い）。しかし、同じ「楽天対ソフトバンク」でも、9月26日はRKBがTBCからのネットを受けずに自社制作したため、TBCの中継はNRN第1予備カード扱いに切り替えられ（ただしKBCも自社制作）、LF-MBS向け裏送りのための予備待機も行われていた（LF-MBS第1予備カード）。2024年6月1日の楽天対ヤクルト（楽天モバイルパーク）は、当日の唯一のナイターであり、通常ならばNRNナイターで、TBC-（QR経由）-KRYの2局ネットになるが、LFの自社制作や裏送りを行わないために、LFとネットを行う。
ビジターのナイターについては、4月17日の「ソフトバンク対楽天」でRKBから（なお、同日のKBCでの中継はNRN第1予備カードとして組み込まれていた）、5月23日の「中日対楽天」（交流戦）ではCBCから、それぞれJRNラインでネット受けした。

### 制作担当局
※2018年以降
| 主催球団／曜日               | 月       | 火     | 水       | 木       | 金       | 土・日   |
| ---------------------------- | -------- | ------ | -------- | -------- | -------- | -------- |
| 基本系列                     | NRN(JRN) | JRN    | NRN      | NRN      | NRN      | JRN(NRN) |
| 日本ハム                     | HBC      | HBC    | STV(HBC) | STV(HBC) | STV(HBC) | HBC      |
| 楽天                         | TBC      | TBC    | TBC      | TBC      | TBC      | TBC      |
| 西武                         | QR(LF)   | QR(LF) | QR(LF)   | QR(LF)   | QR(LF)   | LF(QR)   |
| 巨人・ヤクルト・DeNA・ロッテ | LF       | QR(RF) | LF       | LF       | LF       | LF(QR)   |
| 中日                         | SF       | CBC    | SF       | SF       | SF       | CBC(SF)  |
| オリックス・阪神             | ABC      | ABC    | MBS      | MBS      | ABC      | ABC(MBS) |
| 広島                         | RCC      | RCC    | RCC      | RCC      | RCC      | RCC      |
| ソフトバンク                 | KBC      | RKB    | KBC      | KBC      | KBC      | RKB      |

1. 1 2  TBSラジオが自社およびJRNネットワーク番組としての野球中継を廃止した2018年以降は、厳密には（NRNとのクロスネットを含む）JRN加盟局他との間の個別ネット扱いとなる。
2. ↑  月曜日は2021年よりSTVが一切中継を行わないため、JRNライン（HBCとの局間ネット）に切り替える。
3. 1 2  NRNラインの曜日（水・木・金）に対日本ハム戦（ホーム・ビジターとも）のデーゲームがあり、かつSTVが自社での中継を予定していない場合、JRNライン（HBCとの局間ネット）に切り替えていたが、2021年よりSTVがNRN独占カードのヤクルト主催日本ハム戦を除いてデーゲーム中継を休止したため、デーゲームは事実上HBCとの局間ネットに一本化している。また東京ドームで開催の時は、「日本ハム対楽天」は火曜日は文化放送、水 - 金曜日はニッポン放送制作の裏送りとなる場合がある一方、「楽天対日本ハム」は原則として火曜日のHBC、水 - 金曜日のSTVとの局間ネット分はTBCの乗り込み制作としている一方、裏送りとなるラインは火曜日はニッポン放送に、水 - 金曜日は文化放送に委託することがある。また、楽天主催土・日曜ナイター時は、STVがヤクルト主催日本ハム戦と、日本ハム主催試合のNRN本番カード設定時限定の不定期放送となった2021年以降、TBCのHBCとの局間ネット分がそのままNRNナイター扱いとなり、カード編成によっては土曜日にHBC-LF（非NRN）／KRY（NRN。日程やあ予備からの昇格によってはABC・SFも）の変則ネットが発生することがある。
4. ↑  平日の「西武対楽天」については基本的に文化放送からのネット受けとなるが、NRNラインの曜日（月・水・木・金）にNRN本番カード（予備からの昇格含む）になる場合はニッポン放送からのネット受けとなる。
5. ↑  土・日曜は文化放送が自社での中継を行わないため、原則として関東地区におけるビジターのデーゲームがTBCで放送されることはない。そのため、2010年からの土・日曜の試合は文化放送制作の全国中継もしくはニッポン放送の本番カードとなった場合のナイターのみ放送（両局が同一カードを放送する場合、文化放送からネット）していたが、日曜は2012年から、土曜は2013年から、文化放送・ニッポン放送の放送予定に関係なく放送しないことになった。よって関東発の中継の可能性がある場合は、楽天主催試合の自社制作、ならびに日本ハムやソフトバンク主催試合におけるニッポン放送発HBC・RKB向けの裏送り中継（または局間本番中継）のみとなる。一方、楽天主催の場合は2022年以降、対中日戦を除いて、文化放送主幹のNRNネットと、ニッポン放送の双方に、同じ中継をネットするようになった。土・日曜にオールスターゲームが行われた場合、2010年は土曜の新潟開催分で文化放送制作のNRN全国中継をネットしたが、2011年からはKスタ宮城開催時などの自社制作分のみの放送としている（この場合はJRN向けとして制作し、関東地区はニッポン放送へネットされる）。
6. 1 2  LF・ABC・MBSとも自社ではセ・リーグの球団の試合を優先するため、交流戦および楽天の関与しない全国放送を除いてTBCでは滅多に放送されない。
7. ↑  JRNラインの曜日（火曜日）にヤクルト主催の本番カードをネットする場合、非NRNライン（文化放送からのネット受け）に切り替える。また、アール・エフ・ラジオ日本制作によるJRNナイターをネットする試合もある。
8. ↑  対中日戦ではCBCとの局間ネットを優先してSF向けを裏送りとする一方、SFでの放送に制限がある巨人主催中日戦の裏カード時や、中日の試合自体がない時には、SFが個別に楽天主催のデーゲームをネット受けすることがある。
9. ↑  2009年まではABCからのJRNネット。2010年から2012年は当日のラインに関係なくABCからのネットとしていたが、以降はJRNとNRNの枠組みを優先し、デーゲームはABC、ナイトゲームはMBSからのネットとした。なお、2022年以降のTBC自社制作分について、阪神の関わらない楽天主催試合は対中日戦を除きABCへのネット（MBSは雨傘番組等に差し替え）、オールスターゲームはLF経由でMBSへのネット（ABCはNRN向け裏送りを放送）としている。
10. ↑  火・土・日曜日についてはTBCがJRN（およびQR・RF）、RCCがNRNと異なるラインを取るため、火曜ナイターの対広島戦や、広島非関与の試合を含めたNRN全国中継カードがTBC制作となった場合は、RCCでは別制作の裏送り分を放送する。RCC制作時の火曜ナイターはTBCでは放送を見送り、非NRN扱いの他カードか雨傘番組を編成する一方、デーゲームは主催・曜日を問わず局間ネットで放送する。土・日曜ナイター時の対応は未定。

### 東北地方の他のAM局へのネット（2005〜2022年）
- 2005年 イーグルス主催ゲームに限り、曜日によって山形放送（YBC、『YBCエキサイトナイター』）、ラジオ福島（RFC、『エキサイティングゲームRFCナイター』）にネットされた（ネットする日は各局の判断によっていた）。
- 2006〜2007年 イーグルス主催ゲームに限り、火曜日と水曜日は山形放送、水曜日はIBC岩手放送（『IBCラジオゴールデンナイター』）にネットされた。
- 2008年 イーグルス主催ゲームに限り、火曜日は山形放送とラジオ福島、水曜日は山形放送とラジオ福島に加えIBC岩手放送にもネットされた。
- 2009〜2010年 イーグルス主催ゲームに限り、山形放送のみが火曜日と水曜日のネットとなっている。
- 2011〜2013年 イーグルス主催ゲームに限り、火曜日は山形放送、水曜日は山形放送とラジオ福島にネットされる。
- 2014〜2022年 山形放送の火曜、水曜のネットは行われなくなった（イーグルス主催ゲームが山形で開催された場合の臨時ネットも2023年まで中止）。ラジオ福島の水曜日のイーグルス主催ゲームおよび楽天が進出した場合の日本シリーズのネットは継続される。
- 2023年〜 ラジオ福島の水曜のネットは行われなくなったため（イーグルス主催ゲームが福島で開催された場合の臨時ネットも中止）、東北地方の定期的な他局ネットは休止となった。
  - なお、TBC制作に限らず、遠方開催のため現地局からの裏送りとなるイーグルス主催ゲームについても同様の措置が採られる。一方で、雨天中止分の振替試合については、上記局にネットされない場合があるほか、該当日に各局の地元で巨人が試合を行う場合には全国ネットの中継に戻す場合がある。

楽天主催ゲームのうち、以下の地方開催試合は地元局でも全国ネットを差し替えたうえでネットされた（カッコは放送年）。
- 秋田県立野球場…ABS秋田放送『ABSダイナミックナイター』（2006年）
- 岩手県営野球場…IBC岩手放送（2005年以降毎年）
- 福島県営あづま球場、あるいは郡山総合運動場開成山野球場…rfcラジオ福島（2007年・2008年・2010年・2013-2016年。原則として基本放送時間と重なった場合のみ放送）
- 弘前市運動公園野球場…RAB青森放送『RABゴールデンナイター』（2017年以降）
- 山形市総合スポーツセンター野球場…YBC山形放送（2024年）

いずれも、東北地方の各局にネットする場合はTBCの実況アナが各局の番組名をコールしている。

### 首都圏でのホームゲーム
首都圏（東京ドームなど）で楽天のホームゲームが実施される場合、TBC自社で放送する中継については、現地局への委託制作は実施せず、TBCが解説者とアナウンサーを派遣して自社制作を実施していた。ただし、JRNとNRNの二重制作が必要なカードについては、裏送りとなる中継の制作を現地局へ委託する場合がある。その場合の制作担当は、火曜（NRN）がニッポン放送、水 - 日曜（水 - 金曜：JRN、土・日曜：NRN）が文化放送となる。月曜については開催時間帯によって異なる。
2022年から地方開催の楽天ホームゲームをTBC本社からのオフチューブ形式に切り替えており、2023年7月4日（火）のオリックス戦（東京ドーム）も文化放送への委託はせずにオフチューブによる自社実況を行った。二重制作が必要なカードの場合の対応は、2024年8月1日（木）の対ソフトバンク戦が初めてだが、自社と九州朝日放送の局間ネット分はNRN第3予備扱い（本番カードは阪神対巨人〈MBSラジオ〉。屋内開催かつ第1予備の中日対ヤクルト〈東海ラジオ〉や、第2予備の広島対DeNA〈中国放送〉より下位）を兼ねてニッポン放送へ委託した（解説：田尾安志、実況：師岡正雄）。一方で、RKB毎日放送向けは同局からの委託と北海道放送へのネット（日本ハム対オリックスがデーゲーム開催のため）および、文化放送（本番カードは自社制作のロッテ対西武）の予備扱いとして、TBC本社からのオフチューブ実況で自社制作して裏送りする（解説：山村宏樹、実況：飯野雅人、リポーター：玉置佑規）というねじれ現象が発生した。

### 西武戦
- 文化放送（QR：NRN、『ライオンズナイター』：月〜金）
- ニッポン放送（LF：NRN、『ショウアップナイター』：水〜金、NRN全国中継本番として放送する場合）

このカードの楽天主催試合は、2017年まではJRN・NRNの全国放送にならない限りTBC単独での放送で、ビジター側のライオンズナイターはネットワークに属さない文化放送の独自番組のため、西武主催はもちろん、楽天主催でもTBCの技術協力を受けて全試合乗り込みの完全自社制作だった。そのためネット受けされる事は全く無かった。2018年はJRNナイターの廃止と文化放送の平日におけるJRN系列局との局間ネット開始の影響より、初めてTBCが自社向け（火曜JRN・水〜金曜NRN）と文化放送向け裏送りの二重制作を行った。2019年からはNRN予備順位を下位とした上で文化放送との局間ネットを開始。TBC側がJRN各局ネット扱いとなる火曜でもTBCは文化放送に合わせて非NRN扱いの局間ネットとして制作・放送する。局間ネットの場合は、パワフルベースボールとライオンズナイターの両方のタイトルがコールがされ、TBCの実況アナは「ライオンズびいき」の文化放送に配慮して、中立実況で進行する。なお、対西武戦が平日にニッポン放送（NRNナイター）とライオンズナイターの両方で中継となった場合は2017年までと同様に文化放送の自社制作で対応する。
西武が関与しない楽天主催試合をライオンズナイターの本番として放送する場合は、JRN・NRNの二重制作が発生する対日本ハム・ソフトバンク・中日戦のJRN（北海道放送・RKB毎日放送・CBCラジオ）向け制作分を、文化放送を含んで火曜日は3局ネットで、水〜金曜は2局への裏送りで放送する。
TBCが西武ドーム・大宮球場で行われる西武主催試合を中継する場合、火・土・日曜はTBSラジオ（2017年まで）、水〜金曜はニッポン放送からの各裏送りか全国放送時のネット受けとなるが、2009年シーズンからは経費削減のため裏送りによる中継の頻度が大幅に減少した。その理由から2009年以降（2010年を除く）の月・水〜金曜に限りライオンズナイターをネット受けする形で、TBCでの西武戦ビジターゲームを放送する。更に2016年からはTBSラジオとのネット関係がある火曜でも、ライオンズナイターのネット受けを実施することになった。ただし、文化放送の実況アナはTBCへのネットが行われる試合でも2017年まではライオンズびいきの実況スタイルを崩さないことがあった。なお、文化放送で延長オプションを使い切った場合も、TBCに対しては番組公式サイトのインターネットライブの実況を裏送りする形で中継が継続される。また、この中継を地元球団の中継がない場合に北海道放送などのJRN系列局にもネットされることがある。

### ロッテ戦
- ニッポン放送（LF：NRN、『ショウアップナイター』）

ニッポン放送が経過送り用に制作する実況を、NRNナイターの予備カードとして設定することがあり、水〜金曜日に全国放送に昇格した場合や、日程の関係上NRN本番カードとなった場合には、TBCはネット受けを行う。

文化放送ライオンズナイターのNRN系列局への局間ネットは西武主催試合限定の個別扱いとなっているため、西武の試合が雨天中止あるいは当初から非開催の場合にライオンズナイターで楽天のビジターゲーム（主にロッテ主催）が放送される場合でも、水〜金曜日のTBCへのネットは行われない（これはSTV・KBCも同様で、火〜金曜日のロッテ主催における日本ハムまたはソフトバンクのビジターゲームは、常にニッポン放送からの裏送りを受ける一方、2018年のJRNナイターの廃止と文化放送の平日におけるJRN系列局との局間ネット開始の影響より、HBC・RKBへネットしている）が、TBCが文化放送とのネットを優先とする火曜日にロッテ主催の楽天戦がライオンズナイターの本番カードとなった場合の対応は実例がない（ヤクルト主催は実例あり）。

### 日本ハム戦
- 北海道放送（HBCラジオ：JRN[11]、『ファイターズナイター』『サタデー/サンデーファイターズ』）
- 札幌テレビ→STVラジオ（NRN、『ファイターズLIVE』）

プロ野球中継ではJRN単独とみなされるHBCラジオ、NRN単独のSTVラジオの両局に向けて二重制作する。ただし、北海道側の局による乗り込み自社制作を受け入れることもある。その際のTBCのラインは、クロスネット局のライン割当に従う。
東京ドームで日本ハム主催の楽天戦が行われ、在道局が乗り込み自社制作を行わない場合は、ニッポン放送制作（水 - 金曜のSTVラジオ向けまたは土・日曜のHBCラジオ向け）、文化放送制作（火曜のHBCラジオ向け）の裏送り分を在道局とセットでネット受けする。
土・日曜についてもホーム・ビジターとも原則としてJRN系列局とのネットを優先し、デーゲーム・ナイターに関係なく基本的にはHBCと局間ネットを組んで、中立的なトーンで実況するが、STVは2017 - 2020年など一部の年度を除いてデーゲーム中継を行わないため、TBCがNRN担当の曜日でも、本来裏送り方式で放送するHBCがデーゲームをネット受けする場合は、ラインをJRNに切り替えて局間ネットを行う（日本ハム主催も同様）。さらにSTVは2012年度までTBC同様に裏送り方式のネット受けを原則行わない（「ヤクルト vs 日本ハム」は例外）という方針を採っていたため、火・土・日曜のNRN向けの裏送り中継は全国放送カードにならない限り単なる素材収録となるか、素材制作そのものを行わず、予備順位を最後位にした上でHBC-JRN向けをそのままNRN報道素材とするかのどちらかだった。2017年はSTVが全面的にデーゲーム中継を開始したことで、土・日曜のカードでTBCによる裏送りが行われることになったが、土曜に地元球団の試合がデーゲームで、かつ地元球団が関与しない楽天戦がNRN全国中継カードとなった場合には、TBCの本番中継を直接ネット受けすることがある。
月曜は本来であればNRNラインとなるが、STVが2021年以降、ナイターも含めて月曜の中継を一切行わなくなったため、水 - 金曜デーゲームと同様にラインをJRNに切り替えてHBCと局間ネットを行うようになった。このカードでの日本ハム主催時には、時折STVラジオが報道素材収録を行わず、NRNにも加盟しているHBCラジオの音源をJRN・NRN共用扱いとしてニッポン放送・文化放送が使用する場合がある（デーゲームでの『ショウアップナイターハイライト』での使用など）。

HBCラジオ向け裏送り中継の場合は通常はTBCアナウンサーが一人でベンチリポーターを務めるが、同じ日にHBCテレビ（『Bravo!ファイターズ』）で該当試合が中継される場合（TBCからのネット受けを含む）、テレビ中継との兼務でHBCアナウンサーがベンチリポーターを務める場合がある（この場合、予備から全国放送に昇格しない限り、TBCからのリポーター配置は行われない）。
2022年6月21日・22日の楽天主催での日本ハム戦は、地方開催（21日は秋田、22日は盛岡）であることから、宿泊・遠征などの制作費用の節減としてネット局（21日はHBC向けが、22日はSTV向けが本線で22日はIBC岩手放送・ラジオ福島にもネット。もう一方は裏送り）のある中継では異例のオフチューブ実況での二重制作（第3スタジオを裏送りに、第4スタジオを自社向け本線に使用）を行った。
2022年7月30・31日の楽天主催での対日本ハム戦は、NRNナイター非参加局のHBCとの局間ネットであるが、同日はナイターがすべて屋外開催のため、天候によっては予備からの昇格扱いでABC・SF（30日はKRYも）へのネットが発生する可能性があるにもかかわらず、NRNの第4予備（最下位）に設定されている。これは、STVが土・日曜の中継を休止していること、HBCもNRNに加盟していること、LF・MBSも土・日曜のナイター中継を大幅に縮小していることを考慮して、二重制作回避のために取られた措置と思われる。

### ソフトバンク戦
- RKB毎日放送（RKBラジオ：JRN、『エキサイトホークス』)
- 九州朝日放送（KBCラジオ：NRN、『ホークスナイター』『ダイナミックホークス』）

JRN単独のRKBラジオ、NRN単独のKBCラジオの両局に向けて二重制作する。その際のTBCのラインは、クロスネット局のライン割当に従う。土・日はホーム・ビジターともRKBとのネットを優先している。デーゲームについては本来ネットを組むべき局が自社制作した場合でも、TBC自社分をもう片方の局とのネットには切り替えずに単独放送として、KBCへは通常通り別制作分を裏送りする（参考として、2010年度以降のRCCの土・日・月曜は状況によって、該当ケースにおいてネットを切り替えることがある）。テレビ中継があるときはRKBからベンチレポーターを派遣することもある。

特に火曜の楽天主催試合でRKBが自社制作せず、TBC発ネット受けになった場合、九州他のJRN加盟局にもネットされる。以前は水曜日も、KBCがTBC発ネット受けになった場合にKBC経由で九州3局へネットされていたが、大分放送が2010年、長崎放送と熊本放送は2011年限りで取りやめた。
2023年にKBCが土・日曜のビジターの中継から原則的に撤退したことから、KBCへの裏送りが発生しない場合は、要員の都合によりRKB向けの音源がJRN・NRN共用の報道素材扱いとなる他、予備順位が屋内球場より下位の場合はRKBへのネット分がNRN予備扱いとなることがある。
土・日曜のデーゲームについては、2023年まではTBCが競馬中継で中断している間もRKBへの裏送りを行っていたが、2024年からはRKBは15時台に競馬中継を当日のレースのグレートにかかわらず通常放送することになったため、G1開催時の日曜はTBC単独放送時同様、この間完全中断となるほか、G1にあたらない日曜日には前年までとは逆にRKBだけ中断となりTBCがその間の裏送りを受けるケースも発生する。

### オリックス・阪神戦
- 朝日放送→朝日放送ラジオ（ABCラジオ、『フレッシュアップベースボール』）
- 毎日放送→MBSラジオ（『ベースボールパーク』）（どちらもJRN・NRNのクロスネット）

オリックス戦の楽天主催試合は、ABC・MBS共に阪神タイガースの公式戦を優先させる編成方針を取っているため、ネットされる機会が非常に少ない。オリックス主催試合も、TBCでは2009年以降は制作委託予算の関係上、自社乗り込みや裏送り依頼を抑制したため、放送が減少している。ただし、東日本大震災直後にほっともっとフィールドで代替開催された楽天主催試合についてはABCが裏送りを行った例がある他、新型コロナウイルス感染の影響でシーズンが10月以降にも跨った2020年は、オフ編成となる10月以降、楽天のビジターゲームが中継できない際の代替カードとして、ABC・MBSが北海道もしくは福岡県向けに裏送りされる楽天が関与しないオリックス主催試合を「局間本番」扱いで放送することがある。
交流戦の対阪神戦については、楽天主催試合でも在阪局であるABC・MBSともに自社のスタッフを現地に出張させて自社制作を行うため、予備日復活開催などの例外を除いてTBCの中継が両局に流れることはない。また対阪神戦以外も、NRN本番カード・JRN系列局との局間ネットまたは裏送り分、『文化放送ライオンズナイター』との局間ネット分が放送される程度である。また、これまで在阪局ではラジオでオフチューブ実況による中継を行っていないため、TBCがオフチューブ中継することが多い山形県・岩手県などでの地方開催が対阪神戦となった場合に、どのように対応するかは未定である。
2025年の場合、予備日復活分が6月16日（月曜日）に開催となった際にはMBSが自社制作を見送り、TBCの中継（解説：大塚孝二、実況：守屋周）を局間ネットとする予定が組まれている一方、ABCの対応は未定。
このカードについては、全国放送のメインカードとして編成されている場合を除いてTBCによる二重制作の体制が組まれず、TBCで放送しないラインの雨天予備中継担当および素材収録を、乗り込んできた在阪局がTBCに代わって担当するか（この場合、MBSが月・金曜のJRN向け、火曜のNRN向け、土・日曜のLF向けを、ABCが水・木曜のJRN向けを、それぞれ担当）、在阪局の素材を使用せずTBCの中継をJRN・NRN共用素材とするかのいずれかとなる。一方、阪神主催分は曜日および時間帯に応じてABC・MBSのいずれかからネット受けしているが、在阪局の聴取率調査期間中にTBC向けが別制作の裏送りとなる場合は、オリックス主催時の裏送りと異なり「局間本番」と同様の扱いとなる。
後述のように2022年以降、楽天主催試合の中継については一部を除いて、二重制作を行わずNRNとLFの双方に同じ実況を配信するようになったが、オリックス・阪神の関わらない楽天主催試合が、阪神戦も含めた試合中止によりNRNならびにLFの予備カードから昇格した場合、関西地区へはABCへのNRNネットとなり、MBSは他の非NRN局が制作する別カードの中継、もしくは自社制作の雨傘番組へ差し替えとなる（対中日戦やオールスターゲームは従来通りMBSが本線側をネットする予定）。

### 中日戦
- 東海ラジオ（SF：NRN、『ガッツナイター』『ガッツナイタースペシャル』）
- 中部日本放送→CBCラジオ（JRN、『ドラゴンズナイター』『ドラゴンズサタデー/サンデー』）

JRN単独のCBCラジオ、NRN単独の東海ラジオの両局に向けて二重制作する。その際のTBCのラインは、クロスネット局のライン割当に従う。土・日曜はホーム・ビジターともCBCとのネットを優先している。デーゲームについては本来ネットを組むべき局が自社制作した場合でも、TBC自社分をもう片方の局とのネットには切り替えずに単独放送として、該当局へは通常通り別制作分を裏送りする。前述のように2023年シーズン以降の土・日曜は、STVに加えてKBCもビジターの中継を行わなくなったため、土・日曜における楽天主催デーゲームのJRN・NRN二重制作は、この中日戦のみとなった。
2025年6月3日 - 5日（火曜日 - 木曜日）のように東海地区の聴取率調査期間に該当して、CBCラジオ・東海ラジオとも独自制作を行う場合は、自社単独となるTBCの中継を、予備順位を屋内球場より下位に繰り下げた上で火曜日もNRN音源扱いとすることがある。

ただし、中日が関与しない楽天主催の土・日曜デーゲームについては、ビジター地元局へのネットが発生しない対西武・ロッテ・オリックス戦において個別で自社放送分を東海ラジオにネットすることがある（最初の実例は、2021年10月17日〈日曜〉の楽天対西武戦）。15時台に競馬中継が挿入される場合、その間は東海ラジオへの裏送りとなる。また、他球場速報は東海ラジオに合わせてNRNのチャイムを使用する。なお、同様の事例となった場合、RKBラジオ向けを自社放送とする対ソフトバンク戦ではKBCラジオへの裏送り分を東海ラジオにネットすることが想定されたが、2022年までの段階で実例がなく、2023年からKBCラジオが土・日曜の裏送り依頼を休止して通常番組を編成しているため、東海ラジオへのネット分を別制作して裏送りとするか、自社放送分をRKBラジオ・東海ラジオとの変則3局ネットとするかは未定。同様に2021年からSTVラジオがデーゲームと土・日曜のナイター中継を休止した対日本ハム戦の場合も、東海ラジオへのネット分を別制作して裏送りとするか、自社放送分をHBCラジオ・東海ラジオとの変則3局ネットとするかは未定。

### 広島戦
- 中国放送（RCCラジオ、『Veryカープ!RCCカープナイター』『Veryカープ!RCCカープデーゲーム中継』）

TBC・RCC共に民放AM1局地域のクロスネット局のため、原則発局側の曜日に取るラインに合わせて局間ネットを組んでいるが、2019年の「楽天対広島」はTBCがJRN、RCCがNRNと異なるラインを取る火曜日に、予備日復活開催の関係でJRN九州・山口ブロックを含む複数局とNRNの双方で本番カードとなったため、RCCではNRN（LF・SF・MBS・RCCの4局。STV・KBCは自主編成で対応）向けにTBCが別制作した裏送り分を放送した。
一方、2022年の火曜日は屋内開催の「西武対巨人」がNRN本番カード（実質LFローカル）となり、かつNRNでは屋内球場より下位の第4予備扱いの上、非NRN各局（QR・HBC・CBC・ABC・RKB・KRY・NBC・OBS・RKK・MBC）が予備カード扱いとしていなかったため、楽天と西武の対戦（西武主催ではニッポン放送が素材収録を行わない場合）に準じてJRN・NRN共用とすることも可能なことから、当初はRCCがTBCの自社向け本線を「局間本番」としてネットする予定（解説：青山浩二、実況：飯野雅人、リポーター：伊藤晋平）が発表されていたが、その後2局地域への対応に準じてRCCおよびNRN向け（解説：高橋雅裕、実況：守屋周、リポーター：林田悟志）を別制作する形に変更された（RCC向けは『委託本番』としての裏送りのため、他球場速報はNRNチャイムを使用し、『RCCプロ野球速報』として伝えた。また試合は広島が勝利したため、ヒーローインタビューはRCC向け裏送り分のみ放送された）。
なお、広島主催時の火曜日はTBCでの放送を見送り、他カードか雨傘番組を編成する（2023年が最初の実例）。主催球団を問わず土・日曜ナイター開催となった場合についてはJRNナイターが廃止された2018年以降の実例がない。
局間ネット時の速報チャイムについては、JRNナイター廃止以降も局間ネットとしている土・日曜デーゲームでも、クロスネット局であることからRCC発・TBC発ともNRNのものを使うことが多いが、2024年のTBC発では非NRN3局共通チャイムを、2025年のRCC発ではJRNチャイムを使用していた。
2006年の「楽天対広島」が順延となり月曜開催となった際、TBC発で通常月曜はJRNラインをとるRCCへネットされたが、TBCは月曜はNRNラインをとるため、RCCがTBCに合わせてNRNラインで受けた。広島市民球場で行われた2008年6月23日の同カード（広島主催）も、雨天順延で月曜開催となり、今度は逆にRCC発でTBCにネットされたが、TBCがRCCに合わせてJRNラインで受けた。

2021年のオールスターゲームは楽天主管で土曜日に開催されたため、本来ならRCCではTBCからのNRN向け裏送り分をネット受けするところだが、RCCでは放送せず通常編成とした。同様に前日の第1戦もネット受けせず、『RCCカープナイタースペシャル』として自社制作の特別番組を放送した。

### 巨人・DeNA戦
- ニッポン放送（LF：NRN、『ショウアップナイター』）
- ラジオ日本（RF：JRN、『ジャイアンツナイター』。火曜日に「巨人対楽天」のナイターが放送される場合、楽天戦を放送しない場合の予備カード）
- 文化放送（QR：NRN、『ホームランナイター』。土・日曜日に「巨人対楽天」のナイターがNRN全国中継本番になった場合）

2008年までは月曜日に関東地区で行われる試合は西武・ロッテの試合に関しては文化放送制作分、巨人・ヤクルト・DeNAの試合に関してはニッポン放送制作分をフルネットで放送していた。しかし、2009年からは経費削減のため裏送りになる試合の場合は原則として放送しなくなった。同様の理由でJRNナイターの放送が縮小された2010年以降、土・日におけるTBSとのネット関係が事実上途絶した。

交流戦の対巨人戦など、楽天主催試合が全国中継本番カードになる場合は、TBCで放送されない裏送りとなる月曜と水〜金曜のJRN系列局、火曜のNRN系列局（ニッポン放送受け持ち）への中継も制作し、関東広域圏・北海道・中京広域圏・近畿広域圏・福岡県・沖縄県では2局のAMラジオ局がTBC制作のナイター中継を放送することもある。また、巨人主催試合が土・日曜ナイター開催となった場合は（2013年に実例あり）、土曜日にNRN（QR制作）が全国中継本番カードとした場合のみ放送となり、NRNが予備カードでLF-MBSラインが本番カードとした場合でもLFへのネット振り替え（またはTBSラジオからの裏送りネット受け）を行わず、通常番組を放送する。なお、2018年限りで文化放送は週末のプロ野球中継を自局では放送しなくなったため、2019年以降週末に文化放送から受けるのであれば必然的に裏送りとなる。

ラジオ日本との関係は、2016年（平成28年）からTBSとの相互提携が本格的に再開 されたことによりスタートした。2016年と17年シーズンは巨人戦を中心として「ラジオ日本制作のJRNナイター」のネット受け、また地方各局からRF向けのナイター（楽天戦は火曜のみネット、水〜金曜はJRN向けの裏送りを配信）を放送した。ただし、2016年は「楽天対巨人」の開催がなかった（2015年以降は隔年開催）ため、実際にTBCからRF-GBS-CRKネットへ配信された試合は2017年5月30日（解説・佐々木、実況・守屋）が初となった。TBSが自社でのナイター放送を全面撤退した2018年以後も巨人対楽天戦が火曜日に開催された場合や、楽天戦を放送しない火曜日にラジオ日本からネット受けするケースがあり、この実例として2018年6月5日（解説・水野雄仁、実況・石黒新平）がある。
また2010年から2017年までは土・日ナイトゲームでJRN系列局へのネット予定がなく、NRNが本番もしくは雨天予備カードとしている試合（主に在京・在阪球団が関与するナイター）については、TBCの自社中継をNRNラインの中継（文化放送受け持ち、前年までは裏送りのみ）として放送し、前年までローカル編成による自社制作（TBC技術協力）を行っていたニッポン放送にはTBC制作で裏送りを実施（提携局であるMBSラジオにもネット）していた。ただし、どの局へも送出する予定がない場合は、名目上JRN扱いとして放送した（ただし音源素材としてはNRNとの共用）。
しかし、2018年から2021年まではJRNナイターが全曜日で廃止されたことを機に上記の対応を見直し、JRN系列局へのネット予定がなく、NRNが本番もしくは雨天予備カードとしている試合であっても、自社本番は単独放送であってもJRN扱いで固定し、QR-NRNに対しては別途裏送り対応することになった。ただし、ネット局がなく、かつ予備順位が屋内球場より下位の場合は、二重制作待機を行わずJRN・LF-MBSとの共用で一応のNRN扱いとすることがある。
さらに2022年からは、STV（2021年より）とKBC（2023年より）における土・日のビジターゲーム中継の取りやめ、ならびにLFにおける日曜ナイター中継の大幅削減といった事情が重なり、土・日の二重制作の機会が限定されたことから、対中日戦やオールスターゲームといった事例以外は二重制作をせず、同一の実況をNRN（QR経由）とLFに配信するようになった（この場合、前述のように関西地区はABCへネット）。
2018年のJRNナイター廃止後、TBSラジオ（JRN、『エキサイトベースボール』）はDeNA主催試合の裏送りのみ継続しているが、TBCがビジターゲームの裏送り依頼を抑制している関係上、セ・パ交流戦での「DeNA対楽天」の放送実績や、火曜日の楽天戦非開催時およびネット不可能時にTBSラジオ制作の裏送りによる「DeNA対阪神」（朝日放送ラジオからの受託）・「DeNA対中日」（CBCラジオからの受託）・「DeNA対ソフトバンク」（RKBラジオからの受託）・「DeNA対日本ハム」（HBCラジオからの受託）を任意ネットで放送した実績もないことから事実上野球中継での関係が完全に断絶している。
なおRFラジオ日本では2020年以降は、ほぼ東京ドームで開催する巨人主催試合に限定する形でナイターを編成しており、巨人主催の地方球場開催は原則放送していないが、2024年4月23日のひたちなか市民球場で「巨人対中日」戦が開催・放送されたが、仮にそれが中止になった場合の予備第2位として当番組から「楽天対日本ハム」戦（TBC-HBC。火曜日のためJRN扱い）をRF・岐阜放送ラジオ（GBS）・ラジオ関西（CRK）、またその他予備カードの開催状況により、CBCラジオ、朝日放送ラジオ、山口放送、RKBラジオ、長崎放送・NBCラジオ佐賀、熊本放送にネットされる可能性があった（第1予備はABCフレッシュアップベースボールの本線となるDeNA対阪神（TBS-R協力による乗り込み））

### ヤクルト戦
- ニッポン放送（LF：NRN、『ショウアップナイター』）
- 文化放送（QR：NRN、『ライオンズナイター』。火曜日に「ヤクルト対楽天」をセ・パ交流戦における予備日開催でライオンズナイターの本番カードとした場合は局間ネット。土・日曜日のナイターがNRN全国中継本番になった場合）

「ヤクルト対楽天」（交流戦）はクロスネット局であるRCCの「ヤクルト対広島」と同様に、NRNラインになる。但し、土・日曜日は本来ならNRNナイターは文化放送の担当だが、全国中継カードとならない場合はニッポン放送制作のものを放送する。このため、2008年の日曜日開催についてはLF-MBSラインと共用、2009年は特例処置でニッポン放送制作の裏送り、しかし2011年はデーゲームとなったため中継がなく、以降も全国中継カードで巨人戦が優先されることが多くなったため放送実績がない（参考までに、RCCでは、横浜主催もNRN独占だった時代の名残からか首都圏本拠地開催のナイターではニッポン放送での放送の有無にかかわらず文化放送〔2017年までは、ヤクルト戦以外は予備順位によりTBSラジオの場合あり〕から裏送りを受け、ナイターオフ編成時や地方開催でNRN本番・予備カードでない場合〔またはNRN予備順位が最後位で文化放送が裏送り体制が取れない場合のヤクルト戦を含む〕はニッポン放送からネットまたは裏送りを受ける）。

JRNナイター廃止後の火曜日に「ヤクルト対楽天」をセ・パ交流戦における予備日開催で『文化放送ライオンズナイター』が本番カードとした場合は局間ネットで放送する（2023年6月20日が該当）。

## 新型コロナウイルスへの感染拡大に伴う対応（2020年）
- 新型コロナウィルスへの感染拡大の影響で、3月20日（金曜日・春分の日）に予定されていたプロ野球レギュラーシーズンの開幕が6月19日（金曜日）まで持ち越されたため、開幕の前日までは平日のナイトゲーム中継基本枠（18:00 - 21:00）で以下のように対応している。
  - 火曜日（JRNナイター担当日、自社制作による以下の代替番組を編成）
    - 3月31日：「TBCパワフルベースボールスペシャル」（18:00 - 19:00）、「Come 火6 スポーツスペシャル」（19:00 - 21:00、当番組で長らく実況・リポートを担当していた佐藤修はこの番組への出演を最後にTBCを定年退職）
    - 4月7日：「Come 火6 スポーツスペシャル」（18:00 - 21:00）
    - 4月14日：「Come 火6 スポーツスペシャル」（18:00 - 20:00）、「青春フォーク漂流記・増刊号」（20:00 - 21:00）
    - 4月21日 - 6月9日：「火曜日のアナウンス部」（18:00 - 20:00）、「青春フォーク漂流記・増刊号」（20:00 - 21:00）
    - 6月16日：「TBCパワフルベースボール～開幕まで待てないスペシャル～」（18:00 - 20:00）、「火曜日のアナウンス部」（20:00 - 21:00）

  - 水曜日（NRNナイター担当日）
    - 4月1日 - 5月13日（4月22日除く）：2019年度のナイターオフ期間にネットしていた「ザ・フォーカス」（ニッポン放送制作）が、NRNナイターの代替番組として編成されたことに伴って、放送期間を延長。
    - 4月22日：ニッポン放送のスペシャルウィーク編成の特番である「鶴光の噂のゴールデンリクエスト」（18:00 - 20:00）と「モヤモヤ解決! ゲッターズ飯田 ラジオで占いまSHOW」（20:00 - 21:00）が、NRNナイターの代替番組として編成されたためネット。
    - 5月20日 - 6月17日：「熱血スタジアム　イーグルスナイト」（自社制作番組、18:00 - 21:00）
      - 野球関連の最新ニュースと楽天の最新情報を冒頭で伝えた後に、過去に当番組で中継した楽天戦（パ・リーグのレギュラーシーズン限定）の実況音源から、以下に挙げる5試合の音源（球場の名称はいずれも中継時点）を、試合終了後のヒーローインタビューまで時間の許す限り再生。リスナーからも、再生して欲しい試合のリクエストを受け付けていた。
      - TBCの現役スポーツアナウンサーが、生放送パートの進行を週替わりで担当。再生される音源については、試合の展開や記録の達成に大きく影響しなかったイニングやシーンを、放送前の再編集で割愛していた。また、再生の途中（19:30頃）には、イニングの切れ目に応じて別のアナウンサーが（スポーツ関連を含む）最新のニュースを伝えた。
        - 5月20日（飯野雅人が進行）：2013年7月26日放送の「楽天×ロッテ」[25]（クリネックススタジアム宮城でのナイトゲーム）・宮城ローカル向け中継（解説：松本匡史、実況：守屋周、ベンチリポート：飯野）
        - 5月27日（林田悟志が進行）：2017年5月30日放送の「楽天×巨人」[26]（楽天Koboパーク宮城でのナイトゲーム）・JRNナイター向け中継（解説：佐々木信行、実況：守屋、ベンチリポート：新タ悦男＜TBS：1塁側・巨人＞、伊藤晋平＜3塁側・楽天＞）
        - 6月3日（飯野が進行）：2011年5月20日放送の「楽天×ヤクルト」[27]（クリネックススタジアム宮城でのナイトゲーム）・宮城ローカル向け中継（解説：佐々木、実況：佐藤修、ベンチリポート：伊藤）
        - 6月10日（林田が進行）：2006年8月25日放送の「楽天×ロッテ」[28]（フルキャストスタジアム宮城でのナイトゲーム）・宮城ローカル向け中継（解説：西崎幸広、実況：松尾武、ベンチリポート：長谷川太[29]＜QR：1塁側・ロッテ＞、大井健郎＜3塁側・楽天＞）
          - 再放送の時点で、有銘は楽天球団の職員（「楽天イーグルスアカデミー」のコーチ）、松尾はTBCの現役アナウンサー。このため、実況の音源を再生する合間には、林田から有銘・松尾へのインタビュー音源（いずれも事前収録）を放送した。

        - 6月17日（飯野が進行）：2011年4月29日放送の「楽天×オリックス」[30]（クリネックススタジアム宮城でのデーゲーム）・宮城ローカル向け中継（解説：佐々木、実況：佐藤修、ベンチリポート：飯野）

  - 木曜日（NRNナイター担当日）
    - 4月2日 - 6月4日（4月23日除く）：上記の事情から、「ザ・フォーカス」の放送期間を延長。
    - 4月23日・6月11日：前述の4月22日と同様の特番をネット。
    - 6月18日：「TBCパワフルベースボール～開幕前日スペシャル～」（自社制作番組、18:00 - 21:00）

  - 金曜日（NRNナイター担当日）
    - 4月3日 - 6月5日（4月24日除く）：金曜日のNRNナイター代替番組として編成された「フライデーナイタースペシャル」（4月3日のみ「ザ・フォーカス　フライデースペシャル」の期間延長扱いとして放送）をネット。
    - 4月24日・6月12日：前述の4月22日と同様の特番をネット。

## 中継に関する特記事項

### 2007年
- 3月24日・土曜日の開幕戦「西武×楽天」は本来、JRNラインをとりTBSラジオからネットするはずだが、関東地区ではTBSラジオでは放送されず、文化放送とニッポン放送が放送し、かつニッポン放送の中継は楽天初代監督田尾安志が解説で、ナイターオフ編成扱いのためネット受けは各局任意となるためか、その日はニッポン放送からネットした。翌日25日の日曜日は従来どおりJRNラインをとったが開幕週という特例で、佐藤修が実況を務めTBSラジオの協力で放送した。
- 6月30日・土曜日、グッドウィルドーム（現・メットライフドーム）で行われた西武戦はTBSラジオのスタッフで放送するはずだが、実況・リポーターをTBCの松尾武と当時TBCアナウンサーの三橋泰介が行い、TBSラジオからはRCC・RKB向け以外にはあまり裏送りに登場しない田淵幸一が派遣された。因みにTBCのアナウンサーがビジターゲームの実況を行ったのは2005年開幕戦・対ロッテと上述の西武戦の2試合だった。翌日は通常通りTBSのアナウンサーが実況・リポーターを務めた[31]。
- 7月21日、午後2時から当時フルキャストスタジアム宮城でオールスターゲームが開催された。テレビはキー局のTBSが制作したがラジオはTBCが制作。TBSラジオを除くプロ野球各チーム当該エリア（当時は土曜の中継に消極的なRKBもネットした）にネットされ、解説はTBS所属の槙原寛己、実況・松尾武、リポーターは佐藤修と清水大輔が務め選手インタビュアーには三橋泰介と戸崎貴広が担当した。TBCは本来放送している競馬中継を休止してオールスターの中継を行った。
- 10月2日〜5日の4日間、楽天の試合が組まれ放送された。当初ナイターオフ編成のため18:30放送開始（試合開始18:00）だったが、楽天の躍進もありナイターシーズン同様の編成となり、5日に千葉マリンスタジアムで行われた最終戦（対ロッテ）は、ニッポン放送からの裏送りで同局の清水久嗣アナウンサーが実況し（プロ入り2試合目）、当年の楽天中継を終了した。

### 2008年
- TBSラジオが制作局となった6月7日の横浜戦（交流試合・横浜スタジアム）と、7月5日の西武戦（西武ドーム）のリポーターをTBCの松尾武が担当し、翌6日の西武戦は松尾が実況、飯野雅人がリポーターを担当した[32]。また、7月15日と17日に東京ドームで行われた日本ハム戦の楽天リポーターは佐藤修が務め、8月26日の西武戦は守屋周が実況を担当し、佐藤がリポーターを務めた[33]。
- 6月26日、試合が組まれていなかったため、「TBCイーグルスナイタースペシャル・後半戦もがんばれイーグルス」と題し3時間の生放送を行い、実況アナウンサー（佐藤→松尾→三橋で1時間交代）と当時リポート担当の猪井操子、CSテレビ中継リポート当時担当の平方恭子（TBC初登場）やKスタスタジアムDJ古田優児がスタジオに入り、放送の合間には新浦寿夫・駒田徳広（ともに当時TBCラジオ解説者）がここまでの評価や今後の展望をインタビュー形式（録音）で放送され、Kスタ宮城からの中継では佐々木信行と今関勝（今関は当時楽天のジュニアチームコーチで解説者活動はしていない）が登場し、SS30からは、守屋周の進行で楽天ファンの女性へのクイズを中継した。さらにライバル球団の担当アナウンサーを代表し川畑恒一（HBC）、田中友英（RKB）も電話出演した。これまで試合が組まれていない場合はTBSラジオやニッポン放送が制作する番組を放送しており、自社制作番組を放送したのはこれが初、因みにこの日は木曜日だったが前述の川畑・田中が出演したこともありJRNラインの放送とも取れる。
- 8月2日、山形蔵王タカミヤホテルズスタジアムで行われたフレッシュオールスターゲームはTBCではなく当日（土曜）のキー局であるTBSラジオが制作し、TBCは協力にまわり守屋周アナウンサーがイースタン側のリポーターとして出演した。（因みにウエスタンはTBSの伊藤隆佑が担当した）
- 9月29日からナイター・オフ編成の関係で最大延長を22:00まで（10月4日と5日は22:25）しかとっておらず皮肉なことに試合途中で終了してしまう試合が多発してしまった。特筆すべき点は10月7日に行われた最終戦が最後まで放送できず中途半端な形で2008年の中継が終了した。（終了時間が近付くにつれ実況の佐藤修アナが何度も謝罪する場面もあった）
- 11月4日から6日に放送される日本シリーズの最大延長が23:30と発表された。

### 2009年
- 3月5日、7日、8日に東京ドームで行われた「2009 ワールド・ベースボール・クラシック」の日本代表試合を5日はニッポン放送、7日と8日はTBSラジオの制作で放送、制作局以外では唯一のネット局であった。
- これまで楽天野球団側から支払われていたスポンサー料が不況の影響で出なかった。これに伴う経費削減を受け、ホームゲームについては従前の規模を維持し、それまで中継していなかった平日デーゲームも中継するものの、ビジターゲームについては原則として現地局での中継がある場合（聴取率調査週間に自社向けとTBC向けを別制作する場合を含む）のみの放送へと縮小された[34]。
- 2009年にTBCラジオで放送されなかった試合は次の通り。
  - 　4月14日〜16日　ロッテ戦（千葉マリン）TBSラジオやニッポン放送の解説者とアナウンサーはスタンバイされていた。
  - 　4月18日、19日　オリックス戦（東京ドーム）
  - 　5月8日〜10日　ロッテ戦（千葉マリン）
  - 　5月25日　横浜戦（横浜スタジアム）
  - 　6月26日〜28日　オリックス戦（京セラドーム大阪）26日はNHKラジオ第一で全国放送。
  - 　7月14日　西武戦（西武ドーム）
  - 　7月31日〜8月2日　ロッテ戦（千葉マリン）4月同様、ニッポン放送とTBSの解説者とアナウンサーがスタンバイされていた。
  - 　8月4日〜6日　オリックス戦（4日はスカイマークスタジアム、5日と6日は京セラドーム大阪）
  - 　8月25日　西武戦（西武ドーム）
  - 　8月28日、29日　ロッテ戦（千葉マリン）※30、31日も開催予定（中継なし）だったが雨天中止となった。
  - 　9月8日〜10日　オリックス戦（京セラドーム大阪）
  - 　9月26日、27日　西武戦（西武ドーム）
  - 　10月5日　オリックス戦（京セラドーム大阪）
  - 　10月6日　ロッテ戦（千葉マリン）
- 平日開催時のイーグルスナイター3回、5回、7回終了CM明けにスタジオからイーグルス応援パーソナリティ大胡菜夕が楽天応援ファックス、メールを紹介している。それに伴い昨年までの「河北新報スポットニュース」と放送席からの応援メッセージがなくなったが、4回、8回各表攻撃最初の部分が放送されなくなった。さらに対戦相手地域（主に在道ラジオ2局）とネットを組んでいる場合は募集告知を行わない。
- 4月29日、水曜日（祝日）の「楽天×日本ハム」では2008年の開幕戦を除けば2005年4月29日以来のデーゲーム中継を実施したが、レギュラーワイド番組の枠を使っての放送のため14:00試合開始→13:55-16:30の編成となり試合終了まで放送できなかった。なお本来水曜日はSTVラジオとネットをくむがSTVラジオが中継しないこともありHBCとネットをくみ他球場速報チャイムはHBCにあわせJRN用を使用した。ちなみに後述の8月以降開催デーゲームは最大延長17:15の対応を敷いた。
- 上述の水曜日JRNラインを取ったことからか6月6日土曜日、神宮球場で行われた対東京ヤクルト戦をニッポン放送ラインに切り替えて中継した（本来土曜のキー局、TBSラジオがヤクルト主催ゲームの中継権を持っていないためでもある）。雨天などで中止になった場合はJRNラインに戻し「巨人×日本ハム」を中継する予定だった。
- 7月15日、16日、8月26日、27日、9月25日に行われた対西武戦（西武ドーム）はニッポン放送からの裏送りとならず、前述の「マンデー・パ・リーグ」中継以外では当時は異例の文化放送から『ライオンズナイター』のネット受けとなった（ライオンズナイターはNRNナイターではない文化放送の独自番組である）[35]。なお、ライオンズナイター独自の三振を奪った際の「strike out」等の効果音や、ライオンズナイター独自のナイター速報チャイムはそのまま流された。
- 7月23日、札幌ドームで行われたフレッシュオールスターゲームでTBCの守屋周アナウンサーがイニング限定の実況を行った。（その他にも永井公彦・岡本博憲（STVラジオ）、清水久嗣（ニッポン放送）、吉川秀樹（東海ラジオ）、金山泉（MBS）、石田充（RCC）も担当した）
- 8月19日、水曜日の「日本ハム×楽天」ではNRNラインではなくJRNラインを使用する予定だったがグランド状態不良のため中止となった、当日は旭川開催のデーゲームでSTVラジオが中継しないため。
- 9月6日、日曜のデーゲームは試合が最大延長（16:58）ぎりぎり終わり何とか中継できたが、ヒーローインタビューの途中で中継が終了した。
- 9月13日の「ソフトバンク×楽天」は当時RKBで放送を組んでいなかった土曜日のデーゲーム（RKBにおける土曜デーゲーム中継の本格着手は翌2010年から）であったことから、KBCへのネット振替も想定されたが、RKBはTBCに配慮して特例で中継を実施した。
- 10月1日の「楽天×ソフトバンク」戦は、東海ラジオとネットを組み（全国中継の「西武×ロッテ」を差し替え）。翌2日（全国中継は「ヤクルト×広島」）はSTVラジオとの局間ネットで放送される予定だったが雨天中止となった。KBCへは自社制作版を裏送り。
- 10月16日・17日、「パ・リーグクライマックスシリーズ第1ステージ　楽天×ソフトバンク」戦は、全曜日ともNRN向けを本番とし、文化放送・HBCラジオとネットを組んで放送された。なお16日の放送ではTBSラジオ（JRN）向けに裏送り版も制作したが、19:00から飛び乗りネットしたHBCラジオでは5回表終了までJRN裏送り版を放送してしまい、5回裏から本来のものに切り替えるというミスがあった[36]。また17日の放送ではレギュラシーズンの土曜日のデーゲームにあった15:00の時報前の中断や「サタデー競馬実況中継」はなく13:00からフルバージョンで放送された。この際CM明けにスタジオ待機の林朝子が競馬中継休止とレース結果ならびに配当金の情報は中継終了後に行う趣旨のアナウンスがあった。
  - なお、10月21日から24日の「パ・リーグクライマックスシリーズ第2ステージ　日本ハム×楽天」は、他局のような敵地乗り込みは行わず、在道局の中継のネット受けで対応した。こちらは本来のクロスネットのラインの法則に従い、21日から23日はSTVラジオ（NRN）、24日はHBCラジオ（JRN）からネット受けした。楽天サイドのベンチリポートはいずれも守屋周が担当。
- 上述の4月29日や9月6日のように試合途中で放送を打ち切ることが目立ち9月13日より日曜日の中継に関しては（13:00開始→競馬中継挿入）最大延長を17:45までとしている。

### 2010年
- 楽天創設前から解説を勤めた土屋弘光が勇退、後任には野村体制(2006年-2009年)時の投手コーチ(ブルペン)だった杉山賢人が就任する。
- 野村克也監督時代のタイトルだった『イーグルスナイター』『イーグルスベースボール』から『TBCパワフルベースボール』と変更になった。
- 兼ねてから懸念されていた放送時間では平日は変わりないものの、土曜・日曜の放送時間が拡大された。
  - 土曜（13:00試合開始）→13:00-18:40（2009年までは-17:25）
  - 　　 （14:00試合開始）→13:55-19:00（2009年までは-17:45）
  - 　　　（18:00試合開始）→17:55-23:30（2009年までは18:00-22:25）
  - 日曜（13:00試合開始）→13:00-18:00（2009年までは-17:00）
  - 　　（14:00試合開始）→13:50-19:00（2009年までは13:55-18:00）
- この年から土曜・日曜のデーゲーム内で放送される競馬中継の編成が見直され、土曜は各場のメインレースの実況のみを放送し、レースとレースの間に試合の中継を入れるようになった。また日曜はGIレースがないときは基本的に放送せず野球中継を続行し、GIレースがあるときは前年までと同様15時台は中断扱いとなる。
- 2009年同様にビジター試合は原則として現地局での放送がない限り中継しない方針となった。ただし開幕シリーズなど例外に放送されたカードもある。これについては後述する。
- 2010年のみ、西武戦のビジターで行っている文化放送からのネット受けはなし。
- 2010年シーズンTBCラジオで中継されなかった試合
  - 　3月22日　オリックス戦（スカイマークスタジアム）
  - 　3月30日-4月1日　ロッテ戦
  - 　4月13日-15日　西武戦
  - 　6月4日、5日　横浜戦
  - 　6月6日　巨人戦（関東ではラジオ日本のみ中継）
  - 　6月18日-20日　ロッテ戦
  - 　6月29日-7月1日　オリックス戦（ABCとMBSの解説者・アナウンサーはスタンバイされていた、1日はNHKラジオ第一で全国放送）
  - 　7月10日、11日　西武戦
  - 　7月19日-21日　オリックス戦（21日はスカイマークスタジアム）
  - 　8月14日、15日　ロッテ戦
  - 　8月18日、19日　オリックス戦
  - 　8月28日、29日　西武戦
  - 　8月31日-9月2日　ロッテ戦
  - 　9月28日　ロッテ戦（6月18日、雨天中止時の振り替え試合）
- 3月20日（土）・21日（日）、今シーズン開幕戦・「オリックス×楽天」（京セラドーム大阪）は、解説は両日ともABCの湯舟敏郎、実況はABCの山下剛（20日）、田野和彦（21日）が担当、ベンチリポートは松尾武アナが担当した。また、このときの速報チャイムはNRN仕様のものが流れた（2010年からABCは土曜・日曜もNRN担当のため）。
- 5月22日（土）の「楽天×巨人」について、文化放送をキーステーションとする全国中継と、ニッポン放送・毎日放送向けのNRNライン中継を二重制作した（2010年より週末のJRN向けの全国中継が廃止になったことに伴い、LF-MBSラインに裏送り中継を実施する余裕が生じたことによるもの）。なお、当該試合の自社向けは、文化放送向けのNRN全国中継を放送した。詳細は下記の通り。
  - 東北放送・文化放送向け【NRN全国中継】・・・解説：松本匡史　実況：松尾武　リポート：猪井操子・斉藤一美（QR）
  - ニッポン放送・MBSラジオ向け【裏送り】・・・解説：佐々木信行　実況：守屋周　リポート：佐藤修・胡口和雄（LF）
- 6月7日（月）の「巨人×楽天」（東京ドーム）は、特例でニッポン放送からの裏送りとなった。これはニッポン放送が「ヤクルト×ロッテ」（神宮球場）を関東ローカルで中継し、予備カードとしていた「巨人×楽天」をNRN全国中継の扱いとしたことから、TBCでの中継が実現した（この日は神宮の試合が東京ドームより早く終了したため、ニッポン放送も試合途中から中継）。
- 8月13日（金）の対ロッテ（千葉マリン）・17日（火）の対オリックス（京セラドーム大阪）・27日（金）の対西武（西武ドーム）は、裏送りの対象だがTBCで中継された。
  - 8月13日は、解説：高橋雅裕、実況：松尾武といずれもTBCから派遣されたが、ベンチリポートはニッポン放送の松本秀夫が担当。
  - 8月17日は実況アナウンサーのみTBCから派遣。解説：湯舟敏郎、実況：飯野雅人、ベンチリポートはABCの枝松順一が担当。この日はABCが高校野球と阪神戦の各中継でスタッフが不足しており、TBCが素材実況収録に協力する形になったことに加え、飯野が高校野球の取材担当でもあったため中継が実現できた。
  - 8月27日は全面的なニッポン放送からの裏送りで、解説：川崎憲次郎、実況：ニッポン放送の洗川雄司、ベンチリポートはニッポン放送の宮田統樹が担当。この日は全国中継第3予備カードとなっていたため、その待機メンバーが中継にあたった。
- 9月23日（木）の「西武×楽天」（西武ドーム）は当日唯一のナイトゲームであったため、ニッポン放送からのNRN全国中継をネット受けする形でTBCでも放送された。楽天サイドのベンチリポートは松尾武が担当（同日のTBSラジオ制作JRN全国中継へのベンチリポート派遣はなされていない）。
- 前年まで楽天の出場如何に関係なく行われていた日本シリーズの放送が行われなかった。よって、2010年度以降の日本シリーズ中継は、クライマックスシリーズ同様に楽天の出場時のみ放送とする模様である。

### 2011年
- 3月11日に東日本大震災が発生し、宮城県も大きな被害を受けた。そのためTBCは3月28日から6月30日までの間、21:55-22:00の時間帯でTOKYO FMから政府広報番組「震災情報 官邸発」が放送され、当面の間は同番組の放送を優先する必要があるため、ナイターの中継も21:55で打ち切られていた（RKB・KBC・HBC・STVなどの他局へネットしている場合は、21:55以降もこれらのネット局向けに裏送りで実況を継続していた）。ただ、2011年シーズンは延長戦で試合開始から3時間30分（概ね21:30）を経過した場合は次のイニングに入らないという特別ルールが設けられた関係上、試合途中で中継を打ち切るケースは滅多に無かった。なお、7月からは「政策情報 官邸発」にタイトルをかえ、毎週月曜日に放送されることになったため、延長時間も従来の体制に戻った。
- 2009年から続いている一部ビジター試合の未放送は本年も続くことになった。交流戦期間も関東のビジターゲームがある場合に限って当日のキー局（ニッポン放送）が別カードを優先するケースが続出し、特例による裏送りも行われなかった。経過もTBCで独自に入れることもなく系列局制作中継の経過速報にとどまっている。
- 2011年にTBCラジオで放送されない試合は次の通り。
  - 　4月26日　西武戦（皇子山球場）
  - 　5月13日〜15日　ロッテ戦　※13日はニッポン放送の解説者・アナウンサーが記録用で中継を行っていた。
  - 　5月26日　横浜戦
  - 　6月3日　巨人戦　※TBSラジオ（JRN）とラジオ日本での放送はあったが、当日はNRNラインかつ別カードが本番のため中継できず（ニッポン放送の解説者・アナウンサーはスタンバイされていた）。
  - 　6月5日、6日　ヤクルト戦
  - 　6月25日、26日　西武戦　※25日は文化放送がWeb配信を実施。
  - 　7月5日〜7日　オリックス戦　※7日はNHKラジオ第一で全国放送あり。
  - 　7月23日　オールスターゲーム第2戦（QVC） ※在京各局が中継を制作するが、特別番組を優先するためネットせず。詳細後述。
  - 　7月29日〜31日　ロッテ戦
  - 　8月9日〜11日　オリックス戦（9・10日はほっともっとフィールド神戸）
  - 　8月16日　西武戦
  - 　9月2日〜4日　ロッテ戦　※少なくとも4日は文化放送とニッポン放送の解説者・アナウンサーがスタンバイされていた。しかし当日は日曜日のため、TBCは元々野球中継の枠がなく、予備から昇格した場合でも放送する予定がなかった。
  - 　9月13日〜15日　オリックス戦（ほっともっとフィールド神戸）
  - 　9月17日、18日　西武戦　※17日は文化放送がWeb配信を実施。
  - 　9月30日、10月2日　オリックス戦
  - 　10月15日　西武戦　※文化放送がWeb配信を実施。
- 4月12日（火）から14日（木）、今シーズン開幕戦・「ロッテ×楽天」（QVCマリンフィールド）のデーゲームは、TBCの現地乗り込みによる自社制作で放送。解説は松本匡史（12日）と佐々木信行（13・14日）、実況は全て松尾武が担当。リポーターはネットワークの曜日に応じて在京局から派遣され、12日はTBSの土井敏之、13日はニッポン放送の山田透、14日はニッポン放送の宮田統樹が担当。
- Kスタ宮城が東日本大震災による被災で使用できない関係で、4月15日（金）から17日（日）のホーム開幕戦「楽天×オリックス」が阪神甲子園球場、22日（金）から24日（日）の「楽天×日本ハム」がほっともっとフィールド神戸と、関西地区で開催されることになったが、いずれもホームゲームということもありTBCでも中継されることになった。ラジオ関西制作となった17日以外はいずれもABCラジオからの裏送りとなった。
  - 15日と16日はABC制作のTBC向け裏送りとなったが、解説のみTBCから杉山賢人が派遣され両日とも出演。実況とリポーターはABCのアナウンサーが担当し、15日は山下剛（実況）と枝松順一（リポーター）、16日は枝松順一（実況）と横山太一（リポーター）であった。
  - 17日は、16年前に阪神・淡路大震災を経験したラジオ関西（CRK）が関西地区におけるラジオ独占中継を実施したため、TBCは同局からネット受けした[37]。解説は野田浩司、実況は林真一郎、リポーターは古田彰満。独立局の中継がラジオネットワーク所属の局にネットされるのは近年では異例。ラジオ関西は自社の放送枠を17時までとしていたため、17時（正確には16:56）以降はTBC向けの裏送りとなった。
  - 22日はABC制作の裏送りでの放送で、TBCとSTVラジオの局間ネット。解説は福本豊、実況はABC田野和彦、リポーターはABC岩本計介の担当[38]。TBCは21:55までの延長オプションを使い切ってしまい、以降はSTVラジオの単独放送となった。
  - 23日と24日は唯一のナイターとなるため、ABC制作のNRN全国中継として放送（中日の試合予定がないため東海ラジオもネット）。ABCラジオは、原則として4－6月の阪神戦以外の試合を自社で放送しないため、この2試合も裏送りとなった[39]。中継スタッフはすべてABC側で賄われ、23日の解説は矢野燿大、実況は岩本計介、リポーターは楠淳生。24日の解説は有田修三、実況は楠淳生、リポーターは横山太一。両日ともTBCとSTVラジオはリポーターを派遣しなかった。なお、週末NRNナイターのキー局である文化放送はABC制作の音源をネットせずに、神戸に自社スタッフが乗り込んで関東向けに独自制作した[40]。
- 4月27日に皇子山球場（滋賀県大津市）で行われた「西武×楽天」は、2年ぶりの文化放送（QR）からのライオンズナイターのネットで放送された。しかし試合は雨天ノーゲームとなったため、途中で飛び降りてニッポン放送発のNRN全国中継「ヤクルト×巨人」に切り替えた（QRサイドで飛び降りポイントも設定された）。6月24・27日と8月17日・18日の同カード（6月24日は大宮公園野球場、それ以外は西武ドーム）も同様に文化放送からネット受けした。6月24日はニッポン放送でも「ショウアップナイターハイライト」にて一部中継されたが、予備順位がヤフードームのソフトバンク戦より下位であったため解説者は派遣されず、実況の清水久嗣が一人で中継を行った。なお、9月16日の同カードはNRN全国中継の指定となっていたため、ニッポン放送からのネット受けとなったが、前年とは異なりTBCはリポーターを派遣しなかった。
- 5月25日の「横浜×楽天」は草薙球場での開催のため、静岡放送の「SBSビッグナイター」のネット受けで放送した。静岡放送は自社での放送開始を18:20としているため、それまではTBC向けの裏送りとなった。
- 5月31日・6月1日の「楽天×広島」は、「がんばろう日本」のテーマのもと、ネット局であるRCCとの共同企画を実施[41]。1回表裏の攻防と2回以降の裏（楽天攻撃中）をTBCのアナウンサー（31日は松尾武、1日は守屋周）、2回以降の表（広島攻撃中）をRCCのアナウンサー（両日とも一柳信行）が、交互で実況するという応援実況を展開した。また、RCCが制作する6月16日と17日の「広島×楽天」でもこの企画が実施され、16日は1回表裏の攻防と2 - 8回の裏（広島攻撃中）と9回表をRCCの坂上俊次、2 - 8回の表（楽天攻撃中）と9回裏をTBCの松尾武が交互で実況。17日は奇数イニングをRCCの長谷川努、偶数イニングを松尾が実況した。
- 6月18日の「阪神×楽天」（阪神甲子園球場）は、ABCが聴取率調査（スペシャルウィーク）期間中のため、自社向けとNRN-TBC向け（裏送り）の二重制作を実施した。なお19日の同カードは、ABCのネット受けになった（同日にABCテレビでの中継も行われており、ABC側の要員の都合もあったものと思われる）。
- 6月28日の「楽天×ソフトバンク」は東京ドームでの開催だが、TBCの自社制作となった（YBC・RKB他全6局ネット）。KBC向けの裏送りは要員の都合上、ニッポン放送が代わりに担当した。
- 7月21日、富山市民球場アルペンスタジアムのフレッシュオールスターゲーム（NRN全国中継）では、TBCの飯野雅人アナウンサーが3回の攻防のみ実況を行った（その他にも神谷誠（STVラジオ）、清水久嗣（ニッポン放送）、吉川秀樹（東海ラジオ）、石田充（RCC）も担当[42]。統括のアナウンサーはニッポン放送の煙山光紀が担当）。
- 7月23日から24日にかけて、TBCラジオは大型特別番組「TBC32時間ラジオ〜Smile Again〜」を編成。この関係で、23日のオールスターゲーム第2戦は、特番を優先するためネットしなかった。一方、24日の第3戦は、地元Kスタでの開催のため、特番に内包する形で放送[43]。元々日曜日はJRN各局とのネットを優先しているため、自社分はJRN各局向けとして制作し、HBC・CBC・RKBの3局にネットした。系列キー局のTBSラジオは「爆笑問題の日曜サンデー」を優先したためネットしなかったが、セ・リーグ側のベンチリポーターは同局から派遣された。なお、前述の特番のため人員が払底していたことから、NRN各局向けはTBCの裏送りとはならず、キー局の文化放送が仙台にスタッフを派遣して制作する形を採った（こちらは東海ラジオ・ABC・KBCの3局がネット）。また、TBC制作分は「radiko復興支援プロジェクト」でも配信されたため、ネットされない関東・近畿地区などでもこれを通じて補完可能であった。
- 10月1日（土）の「オリックス×楽天」（京セラドーム）は当日唯一のナイトゲームであったため、ABCラジオからのNRN全国中継をネット受けする形でTBCでも放送された（制作局のABCも、7－9月はナイターを定時編成するため自社でもこのカードを放送したが21:00で中継を打ち切り、以降はネット局向けの裏送りとなった）。公式戦における「オリックス×楽天」としてはこの年唯一の放送となった。
- 前述の震災に伴うプロ野球の日程変更の影響で、10月3日の改編以降も各球団は多数の試合を行うことになるが、楽天がオリックス・西武とクライマックスシリーズ出場権のかかる3位争いをしていたため、TBCは改編後も10月19日の最終戦まで、可能な限り中継を行った。

### 2012年
- 2009年以来放送を原則見合わせている関東5球団とオリックスのビジターゲームは、この年より土・日曜のナイトゲームについては現地局の放送有無に関係なく中継しなくなった。TBCラジオで放送されない試合は次の通り。
  - 4月6日〜8日　オリックス戦　※8日（日曜）はQR（ABC裏送り）とMBS-LFラインで中継された。
  - 4月17〜19日　ロッテ戦　※17日は雨天中止。18・19日はTBSの解説者とアナウンサー、19日はニッポン放送のアナウンサーにより、自局向けに一部中継。
  - 5月1〜3日　西武戦　※この時は2009・2011年の月・水-金に行っていた文化放送からのネットなし。3日はデーゲームのため文化放送がWeb配信のみ実施。2012年の文化放送からのネットは7月6日の西武戦からである。
  - 5月11〜13日　オリックス戦　※11日はNHKラジオ第一で全国放送されたほか、ABCとMBSの解説者とアナウンサーもスタンバイされていた。
  - 5月27日・28日　ヤクルト戦　※27日（日曜）はQRとLF-MBSラインで中継あり。28日（月曜）はLFが当年度から月曜の中継を原則行わないため、放送されない。
  - 5月30日・31日　巨人戦　※TBSラジオ（JRN）とラジオ日本での放送はあったが、当日はNRNラインかつ別カード「ヤクルト×日本ハム」が本番のため中継できず。ただし雨天予備カードとしてニッポン放送の解説者・アナウンサーはスタンバイされており、30日は巨人の杉内俊哉投手が完全試合目前となった9回表2アウトから「ヤクルト×日本ハム」の中継を中断して緊急生中継を行った。また、31日はNHKラジオ第一で全国放送。
  - 6月10日・11日　DeNA戦　※10日（日曜）はTBCがネットしないのを見越してか、QRは当該試合の自社制作をせずに東海ラジオから中日vs日本ハムをネット受けし、LFは野球中継自体を休止した。
  - 7月3〜5日　ロッテ戦　※関東圏ではラジオ日本が中継していた。3日は雨天中止。
  - 7月7日・8日　西武戦　※7日は文化放送がWeb配信のみ実施。
  - 7月16〜18日　ロッテ戦　※16日は大阪ABCラジオ向けの予備として、ニッポン放送（もしくは文化放送）の解説者・アナウンサーがスタンバイされていた。18日のみ文化放送で中継されたが、TBCへのネットはなし。
  - 7月21日・23日　オールスターゲーム第2・3戦（第2戦は松山、第3戦は盛岡） ※両試合とも在京各局が中継を制作するがいずれもネットせず。
  - 7月25日・26日　オリックス戦
  - 8月18日・19日　西武戦 ※文化放送がweb配信を行った（19日は唯一の屋内ナイターであったことから解説者・リポーターありで中継対応になっていた。同日はニッポン放送も解説者・アナウンサーをスタンバイさせていた）。
  - 8月28〜30日　ロッテ戦
  - 9月14〜16日　オリックス戦（16日はほっともっとフィールド神戸）
  - 9月25日・26日　西武戦
  - 10月1日　オリックス戦
  - 10月7日・8日　ロッテ戦
- 4月10日・11日の「楽天×西武」は甲子園球場での開催のため、前年同様にTBCからは解説者のみ派遣して、在阪局からの裏送りでの放送となった。両日とも解説として高橋雅裕が派遣された。10日は火曜日のためABCからの裏送りで、実況は枝松順一、リポーターは高野純一が担当。11日は水曜日のためMBSからの裏送りを予定していたが、雨天のため試合が中止となった。
- 5月10日の対西武戦では、通常スタジオを担当する菅野愛郁が特例でベンチリポーターを担当。スタジオは松尾武アナが代行した（事実上スタジオ担当とベンチアナウンサーの役割を入れ替えた形である）。この日限りの特例になると思われたが、以降も何度か菅野がベンチリポーターを担当している（袴田がリポートを担当するようになった2014年からは再びスタジオ担当に専念している）。
- 6月9日の唯一のナイターカードである「中日×楽天」は、土曜開催のためCBCからのネット受けとなるが、本来であればLFの自社制作分をネット受けすべきMBSも加わって3局ネットの放送となる。これは翌10日（日曜）にLFが野球中継を休止する関係で、MBSが中継カードを確保すべく、この土日を両日とも特例でJRNラインに切り替えてCBCからのネット受けとするためである。
- 7月19日、HARD OFF ECOスタジアム新潟のフレッシュオールスターゲーム（NRN全国中継）では、TBCの伊藤晋平アナウンサーが3・4回の攻防のみ実況を行った。伊藤にとってはプロ野球の実況デビューとなった（その他にも清水久嗣（ニッポン放送）、神谷誠（STVラジオ）、金山泉（MBS）も担当。例年とは異なり統括アナウンサーは配置せず）。
- 8月31日のオリックス戦で伊藤晋平アナがフルイニング実況デビューを果たす。

### 2013年
- シーズンの開幕直前に『政策情報 官邸発』の放送が終了したため、月曜日も試合開始時点から放送が可能となった。
- このシーズンにおいてTBCラジオで放送されない試合は次の通り。
  - 4月19〜21日　ロッテ戦
  - 4月23〜25日　オリックス戦（24・25日はほっともっとフィールド神戸。24日は雨天中止）
  - 4月27〜29日　西武戦　※27日と29日は文化放送がWeb配信のみ実施。
  - 5月10〜12日　ロッテ戦　※10日のみ文化放送で中継されたが、TBCへのネットはなし。
  - 5月14日・15日　DeNA戦
  - 6月5日・6日　ヤクルト戦　※NRN本番「巨人×日本ハム」の早終了対応としてニッポン放送の解説者・アナウンサーはスタンバイされていた。
  - 6月8日・9日　巨人戦　※8日はLF-MBSラインとRFラジオ日本で中継され[44]、9日はRFラジオ日本のみ中継を制作（岐阜放送向けに裏送り生放送、自社では録音放送）した[45]。両日とも当初はTBC公式サイトの中継予定にも記載されていたが、試合数日前には削除された。なお、テレビ中継は8日はNHK総合テレビ、9日は日本テレビ系（「広島×西武」に差し替えの広島テレビを除く）での全国放送があった。
  - 6月25日　西武戦 ※26・27日は文化放送ライオンズナイターのネットで放送。27日はQR地上波が次番組の放送を優先しヒーローインタビュー後に飛び降りたため、中継のエンディングが番組公式サイトのWeb配信とTBCへの裏送りとなった（9月25日も同様）。
  - 6月28〜30日・7月15〜17日　オリックス戦　※7月16日と17日は、ABCとMBSの解説者・アナウンサーがスタンバイされていた。
  - 7月20日・22日　オールスターゲーム第2・3戦（第2戦は神宮、第3戦はいわき） ※両試合とも在京各局（ニッポン放送は第3戦を制作せず）が中継を制作するがいずれもネットせず。
  - 8月13〜15日　ロッテ戦
  - 8月17日・18日　西武戦 ※16日は文化放送ライオンズナイターのネットで放送。
  - 8月27〜29日　オリックス戦（29日はほっともっとフィールド神戸）
  - 9月24日　西武戦 ※楽天の優勝マジックが2以下の場合は自社制作する予定であった。なお、TBSラジオの解説者・アナウンサー、ニッポン放送のアナウンサーはスタンバイされていた（後者は本番カード終了後に一人で実況）。25日以降の対応は後述。
  - 9月30日　オリックス戦
- 5月22日と23日の「楽天×巨人」はNRN全国向けとして中継を行った（JRN全国中継の裏送りも制作）が、23日については日本ハムの大谷翔平が投手として一軍初登板となったことから、キー局のニッポン放送はネットせずに、STVラジオ制作の「日本ハム×ヤクルト」のネットに変更した。ニッポン放送以外のNRN加盟局へは当初の予定通り「楽天×巨人」が配信された。
- 7月9日の「楽天×日本ハム」は東京ドームで開催されたが、HBCならびにYBCにネットする自社向け中継、ならびにSTV向け裏送り中継ともに、TBCの出演者が東京に乗り込んで自社制作した。ベンチリポーターもTBCから派遣されている。
- 8月20日から22日の「楽天×日本ハム」はHBCの解説者と実況が現地に乗り込んで自社制作した。そのため、TBC自社がJRNラインとなる20日は自社向けをYBCとの局間ネットとして通常通りSTV向けを二重制作するが、自社がNRNラインとなる21・22日はJRN向けをHBCに委託する形となる。20日の解説は新谷博、21・22日が大宮龍男。
- 楽天の優勝が現実味を帯びたことで、9月は通常見られない中継体制が敷かれた。
  - 9月3日の「楽天×西武」は自社ではJRN扱いで放送されたが、NRNの方でも他に屋内球場のナイターがあるにもかかわらず、予備順が第3予備となったため、すべて屋外開催となっているセ・リーグの試合が中止になったことに備えて二重制作を準備した。昇格時にはまだ本放送での実況実績のない菅生翔平アナが実況する予定であった。
  - 9月10日から12日はQVCの「ロッテ×楽天」を中継。JRN扱いとなる10日はTBSラジオ側の要員の都合もあり、TBCの自社制作となった（解説者のみTBSラジオが派遣）。逆にNRN扱いの11日と12日については、TBCからは解説者のみ派遣して、ニッポン放送からの裏送りを受けた。
  - 9月24日から26日の西武ドーム「西武×楽天」は3連戦開始前の時点で優勝マジックが3となっていた。当初予定では24日は中継なし、25・26日は文化放送ライオンズナイターのネット、ただしマジックが2以下となった場合は自社実況と予告されていた。結果24日は楽天が敗れ、マジック対象チームのロッテも勝ちマジックは3のまま変わらず、25日は文化放送からネットした。ロッテが敗れてマジック2となった26日は、文化放送の技術協力[46] による自社実況（解説:佐々木 実況:松尾 リポーター:飯野）で放送。球団創設9年目にして初優勝の瞬間を中継し、放送終了後明朝5時まで優勝特番を放送した。
- クライマックスシリーズについては、ファーストステージは中継せず、裏開催の「楽天×オリックス」の消化試合の中継に充て、楽天が出場するファイナルステージのみを自社制作で中継[注 4]。ナイターカードに限定してラジオ福島にネットしたほか、第1戦と第2戦に限りニッポン放送のセ・リーグファイナルステージ「巨人×広島」の予備カードとされ、「巨人×広島」終了後にTBCの実況がネットされた。これとは別にTBSラジオ向けの裏送り予備待機もTBCのスタッフで行い、こちらも「巨人×広島」終了後に続けて放送されている[47]。
- 楽天が日本シリーズ進出を決めたため、TBCでは2009年以来の日本シリーズ中継が実現することになった。ネットワークはレギュラーシーズン同様の曜日別を採ったためホームの第1・2・6・7戦は自社放送分をJRNへ配信するとともにNRN向けとの二重制作、ビジターの第3戦はJRN、第4・5戦はNRN（第4戦：LF、第5戦：QR）のネット受けで放送した。

### 2014年
- 前年に楽天が優勝したものの、ビジターゲームの中継事情の改善には繋がらなかった。このシーズンにおいてTBCラジオで放送されない試合は次の通り。
  - 4月11〜13日　ロッテ戦
  - 4月25〜27日　オリックス戦（26・27日はほっともっとフィールド神戸）※25日のみNHKラジオ第一で全国放送。
  - 5月6日　西武戦 ※当初は5日も中継予定がなかったが、文化放送がデーゲーム中継を行うため、TBCも急遽ネット受けすることになった。
  - 5月9〜11日　ロッテ戦 ※少なくとも9日はTBSラジオとニッポン放送の解説者・アナウンサーがスタンバイされていた。
  - 5月25日・26日　ヤクルト戦 ※25日のみLF-MBSラインで放送あり（当初はTBC公式サイトにも中継予定があったが、早々に削除された）。
  - 6月8日・9日　DeNA戦（9日は郡山総合運動場開成山野球場）
  - 7月1〜3日・14〜16日　オリックス戦 ※7月15日と16日は、ABCの解説者・アナウンサーがスタンバイされていた。
  - 7月19日　オールスターゲーム第2戦（甲子園） ※ABC,MBS,TBSが中継を制作するがいずれもネットせず。
  - 7月21日・22日　西武戦 ※21日は月曜で本来は文化放送からネット可能であるが、17:00試合開始につき文化放送の地上波で試合冒頭から中継できないため、TBCはネットを見送った。23日は通例通り文化放送の中継をネット。
  - 8月5〜7日　ロッテ戦 ※関東地区ではラジオ日本で放送された。
  - 8月22〜24日　オリックス戦
  - 9月5〜7日　ロッテ戦 ※6日と7日はニッポン放送と文化放送の解説者・アナウンサーがスタンバイされていた。
  - 9月13〜15日,28日　西武戦　※13日と15日は文化放送がWeb配信のみ実施。
  - 10月5日　日本ハム戦　※本来はHBCからのネット受けが可能な試合であるが、日曜のナイター時間帯の開催かつ、ナイターオフ番組のスポンサーとの調整が付かなかったためか、ネット見送りとなった。
- 3月28日（金）から30日（日）、今シーズン開幕戦・「西武×楽天」（西武ドーム）は、3戦ともTBSラジオの技術協力の下、TBCの現地乗り込みによる自社制作で放送。解説は高橋雅裕（28日・30日）と松本匡史（29日）、アナウンサーは飯野雅人と守屋周が派遣された（28日と30日は飯野が実況で守屋がリポーター、29日はその逆）。28日はレギュラーシーズンだとNRNラインの曜日であるが、ナイターオフ編成扱いのためネット受けは各局任意となることやTBSラジオ側の要員不足を考慮したためか、この形となった（文化放送は28日のみ地上波で中継し、29日と30日は番組公式サイトでのWeb配信のみ実施）。
- 4月6日の対ソフトバンク戦で袴田彩会アナが、4月22日の対西武戦で林田悟志アナが、それぞれベンチリポーターとして初登場した。
- 4月29日の対ロッテ戦で菅生翔平アナが実況デビューを果たす。
- 5月23日の対中日戦は、NRNラインの曜日のため東海ラジオにネットしての放送となるが、その東海ラジオからの派遣の形で、両球団のOBである山崎武司が解説を務めた（一方、裏送りのCBCラジオ向けはTBCの解説・実況陣で制作。なお、CBCはアナウンサーを派遣しなかった）。
- 5月28日と29日の「巨人×楽天」（東京ドーム）は両日ともニッポン放送制作のNRN全国中継をネットする形で、当該カードとしては2011年以来（両日放送となると2009年以来）のTBCにおける中継が実現した。楽天サイドのベンチリポートは佐藤修が担当。29日の解説はニッポン放送解説者の立場で前述の山崎武司が担当。
- 6月14日と15日の「楽天×巨人」はデーゲーム開催ながら、ニッポン放送も別途自社乗り込み中継を実施したためか、巨人ベンチのリポーターをニッポン放送のアナウンサーが自社向けと兼務する形でTBCの中継でも担当したにもかかわらず、自社ローカル時の慣例通りJRNの速報チャイムを使用していた[48]。
- 6月21日の「阪神×楽天」（甲子園）は土曜日のナイトゲームでありながら、MBS-LFラインの中継をネットした（ABCはQR-NRN本番カードとして全国中継）。翌22日はABCからネット受け。
- 交流戦共通予備日である6月26日には、「TBCパワフルベースボールスペシャル・いざ巻き返し!連覇へ進めイーグルス」と題した3時間の自社制作特番を放送する予定であったが、同24日に中止となった「DeNA×日本ハム」（横浜）の振替試合が組まれ、該当試合の中継をニッポン放送からネット受けすることになったため、特番の放送は取りやめとなった。TBC公式サイトの伊藤晋平アナの日記によると、TBCのスポーツアナウンサーの面々と粟津ちひろアナ、菅野愛郁が出演する予定で、リスナー参加型のクイズ企画も予定されていたという[注 5]。ただし、扱う予定であった企画の一部は「沸点ギリギリ!あっつあつ☆らじお」で消化することになった。
- ナイターオフ編成に入った後の9月30日の対オリックス戦の中継は、オリックスがソフトバンクと優勝争いをしていることから、MBSラジオが阪神戦の予備中継として設定していた（実際は予定通り、MBSは阪神戦を中継）。本来当日は火曜日であり対大阪のネット相手はABCであるが、ABCが阪神戦の予備中継を設定しなかったことと、オフ編成であることからこの形を採った。その後の展開によっては10月4日や6日の同カードもMBSもしくはABCへネットされる可能性もあったが、2日にソフトバンクが優勝を決めたため実現に至らなかった。

### 2015年
- このシーズンにおいてTBCラジオで放送されない試合は次の通り。
  - 4月3〜5日　ロッテ戦 ※3日は雨天中止。
  - 4月14日　西武戦
  - 4月28〜30日・5月14〜16日　オリックス戦 ※4月30日はNHKラジオ第一で全国放送あり。
  - 5月23・24日　西武戦　※23日は文化放送がWeb配信のみ実施。
  - 6月2〜4日　ヤクルト戦
  - 6月19〜21日・6月30日〜7月2日　ロッテ戦
  - 7月14日　西武戦
  - 7月18日　オールスターゲーム第2戦（マツダ） ※RCCとニッポン放送が中継を制作するがいずれもネットせず。
  - 7月31日〜8月2日　オリックス戦
  - 8月18日　西武戦（大宮）
  - 8月25〜27日　オリックス戦（27日はほっともっとフィールド神戸）
  - 9月21〜23日　ロッテ戦　※3試合ともRakuten.FM TOHOKUでは中継あり
  - 9月26・27日　西武戦　※2試合ともRakuten.FM TOHOKUでは中継あり
  - 9月28日　オリックス戦
  - 10月2・3日　ロッテ戦　※2試合ともRakuten.FM TOHOKUでは中継あり
- 5月6日（水曜日）の「日本ハム×楽天」（札幌ドーム）はデーゲームで、例年であれば曜日に関係なくHBCからのネット受けとなるところであったが、この年のみSTVラジオは平日の日本ハム主催に限りデーゲーム中継を実施するようになったため、ナイター時の組み合わせに合わせてSTVラジオの中継をネットした。
- 5月21日（木曜日）の「楽天×日本ハム」戦は、平日開催ながらも、「第1回イーグルス花火大会」を開催する関係上、開幕シリーズを除けば異例となる16時開始の薄暮デーゲームとして編成されたため（経緯は東北楽天ゴールデンイーグルスの当該項参照）、同時刻から放送を開始した。本来であれば、この試合終了後にMBSラジオからのネット受けで「阪神×巨人」を中継する予定も組まれていたが、試合が延長12回・5時間37分を超える異例のロングゲームとなったため、花火大会の開催はおろか、「阪神×巨人」の生中継も中止[49] となってしまった。（この試合はNRNラインなので、本来はSTVラジオへのネットとすべきだが、STVはビジター開催のデーゲーム（薄暮を含む）は引き続き放送しない方針であるため、特例として通常はJRNライン専門のHBCラジオにネットして放送が行われた[50]
- 7月3日（金曜日）の「楽天×日本ハム」は東京ドームでの開催だが、TBCが自社制作しSTVラジオにネットして放送。HBCも東京へ乗り込み、JRN予備扱いで自社制作を行った。
- 7月4日（土曜日）の「楽天×日本ハム」については、HBCへネットする自社分と、STVへの裏送り分（NRN第1予備）に加え、別途ニッポン放送・MBS向けの裏送り用予備待機も実施し、事実上、三重制作に対応した中継体制となった。ニッポン放送・MBS向けの予備待機は、裏開催の「オリックス×ソフトバンク」が中止となった際のためのものだが、この裏開催が悪天候で中止されたために、実際に2局へ裏送りされた。同じ理由により、STVへの裏送り分もNRN全国放送に昇格したため、文化放送などへ送り出された。詳細は下記の通り（リポート担当はいずれも両サイド兼務。HBCとSTVはアナウンサーを派遣しなかった）。なお、当初「オリックス×ソフトバンク」戦が行われる場合MBS－LFラインを使って放送する予定だったRKB毎日放送と、NRNラインを使う予定だったKBCラジオ（ABCラジオ裏送り[51]）は、いずれも土・日は原則としてソフトバンク戦のみで、雨天中止時の他球場への予備補充は原則として行わない方針に則り、全ネットとも放送を行わなかった。
  - 東北放送・HBCラジオ向け・・・解説：高橋雅裕　実況：松尾武　リポート：林田悟志
  - STVラジオ・文化放送向け【NRN全国中継／裏送り】・・・解説：松本匡史　実況：菅生翔平　リポート：佐藤修
  - ニッポン放送・MBSラジオ向け【裏送り】・・・解説：佐々木信行　実況：伊藤晋平　リポート：守屋周
- 8月14日、8月15日、8月16日の「楽天×日本ハム」はHBCの解説者・実況アナウンサーが現地に乗り込んで自社制作を行うため、TBCの自社放送分がNRN予備扱いとなりSTVにネットされる。16日は17時開始の薄暮デーゲームであるがNRNナイター予備カード扱いとなったため、5月21日とは異なり、STVにも放送された。
- 9月9日の対ロッテ戦で林田悟志アナが実況デビューを果たす。

### 2016年
- このシーズンにおいてTBCラジオで放送されない試合は次の通り（特筆しない試合はRakuten.FM TOHOKUでは中継あり）。
  - 4月5〜7日 オリックス戦　（7日はほっともっとフィールド神戸)※7日は雨天中止。
  - 4月23・24日 西武戦 ※文化放送はWeb配信のみ両日実施。
  - 4月29日〜5月1日 オリックス戦
  - 5月14・15日 ロッテ戦
  - 6月17〜19日 DeNA戦　※Rakuten.FM TOHOKUも中継予定なし。テレビ中継は18日・19日のみ東日本放送で実施。
  - 6月29日 オリックス戦（那覇） ※JRNに切り替えてのRBCからのネットもなし。
  - 7月16日 オールスターゲーム第2戦（横浜）※在京各局が中継を制作するがネットせず。
  - 7月29〜31日 ロッテ戦
  - 8月9〜11日 ロッテ戦　※11日はTBSラジオの解説者・アナウンサーがスタンバイされていた。一方同日NRNキー局のニッポン放送は17:00試合開催ということもあり予備待機を見送った。仮にNRN全国ネットカード「広島×阪神」（マツダスタジアム）中止時でも同カードは中継されず「ナイタースペシャル山本剛士と新行市佳の夏うたベストヒット」を放送する予定だった。
  - 8月19〜21日 オリックス戦
  - 9月17〜19日 西武戦　※17日はセリーグ全試合デーゲーム・パリーグ全試合ナイターであるが、西武・楽天のどちらも優勝争いから脱落していたため、文化放送は上位チームの試合(ソフトバンク×オリックス KBC制作)の中継を優先し、当該カードをWeb配信のみとした。ニッポン放送は中継するもTBCへのネットはなし。18・19日のデーゲームも文化放送はWeb配信のみ実施。
  - 9月20〜22日 ロッテ戦　※20・22日は雨天中止、雨天中止となった20日はTBSラジオ・ニッポン放送共に解説者、アナウンサーがスタンバイされていてJRN全国ネットカード「阪神×巨人」（甲子園）中止時の第一予備に当カードが指定されていたが中継は幻に終わった。
  - 9月27～29日 オリックス戦
  - 9月30日 ソフトバンク戦 ※本来はKBCからのネット受けが可能な試合であるが、24日に楽天のBクラスが確定していることを鑑みて、ネット見送りとなった。
  - 10月4～5日 ロッテ戦
- 3月29日と3月30日の「ロッテ×楽天」（QVC）のデーゲームは本来中継対象外のカードであるが、QVCマリンフィールドのマリンビジョンを開発した三菱電機が29日分のみ冠スポンサーに付いたことから、特例でTBCの自社制作による中継が行われた。
- 4月16日、ヤフオクドームで行われる予定だった「ソフトバンク×楽天」が熊本地震の影響により中止となり、TBCのスタジオから急遽「あっつあつ☆ラジオ」を放送することとなった。
- 5月24日と7月12日の「西武×楽天」（西武ドーム）は、JRNネット受け日の火曜日にもかかわらず『文化放送ライオンズナイター』のネット受けで放送された（元々NRN受けの5月25日・26日、7月11日・13日もネット）。ただし、予備カードについては本来のJRNのもの（本番は両日、RCC制作の「広島×巨人」）が組み込まれていた。
- 5月27日の「楽天×日本ハム」（STVラジオにもネット）にて鉄平が、6月7日の「楽天×ヤクルト」（郡山、RFCにもネット）にて岩村明憲が、6月10日の「楽天×広島」（RCCにもネット）にて永井怜が、それぞれ解説者として本番組に初登場。また、6月9日の「楽天×ヤクルト」では黒田直樹アナがサブリポーターとして初登場。
- 6月14日から6月16日の「巨人×楽天」（東京ドーム）は、3戦全てがJRN・NRNとも全国放送となったため、TBCでも14日がTBSラジオ（JRN）、15・16日はニッポン放送（NRN）からのネット受けで放送された。2013年の日本シリーズ同様に、JRN・NRN双方にTBCから楽天サイドのリポーターが配置された。
- 6月28日の「オリックス×楽天」は沖縄セルラースタジアム那覇での開催のため、地元・琉球放送（RBC）からのネット受けで放送。TBCが公式戦の「オリックス×楽天」を中継するのは2011年10月1日以来5年ぶりとなった。RBCでは翌29日も自社制作を行うが、TBCはNRNラインの曜日となるため、ネットしない。なお、NRNについては、本来の制作担当局であるMBS、地元のラジオ沖縄ともに人員配置を行わず、事実上音源制作は行われなかった。
- 7月20日（水曜日）の「日本ハム×楽天」（帯広）はデーゲームで行われたが、本来水曜日にネットを組むSTVは2015年のみでデーゲーム中継から撤退したため、HBCからのネット受けとなった。
- 前年の交流戦日程見直しにより、「楽天×中日」は2年に1回のペースでの実施となった。このため、例年同カードでNRNライン時に解説を担当していた山崎武司が、9月6日（火曜日）の「楽天×西武」、9月15日（木曜日）の「楽天×ロッテ」の2試合で解説を務めている。

### 2017年
- このシーズンにおいてTBCラジオで放送されない試合は次の通り（特筆しない試合はRakuten.FM TOHOKUでは中継あり）。
  - 4月8～9日 ロッテ戦
  - 5月5～7日 西武戦　※5日は文化放送がデーゲーム中継を行うが3年前同時期にデーゲーム中継で行ったTBCへのネットはなし。6日のデーゲームも文化放送はWeb配信のみ実施。
  - 5月19～21日 ロッテ戦　※ただし20日は自社のテレビ中継を実施。
  - 5月23～25日 オリックス戦（24～25日はほっともっとフィールド神戸） ※24日は雨天中止。
  - 6月13～15日 ヤクルト戦　※Rakuten.FM TOHOKUも中継予定なし。ただしニッポン放送の解説者・アナウンサーは「巨人×ソフトバンク」(NRN全国ネットカード)早終了時に備えスタンバイしていた。文化放送も聴取率週間につき「阪神×西武」(甲子園)中止時の予備カードとして当カードが設定されていた。
  - 7月4～5日 ロッテ戦
  - 7月15日 オールスターゲーム第2戦（ZOZOマリン）※在京各局が中継を制作するがネットせず。
  - 7月28～30日 オリックス戦（28日はほっともっとフィールド神戸） ※ただし29日は自社のテレビ中継を実施。
  - 8月11～13日 オリックス戦
  - 8月22～24日 ロッテ戦　※関東地区では24日のみラジオ日本で放送され、JRN音源扱いを受けていたが、TBCはJRNに切り替えてのネットはせず。
  - 10月2～3日 西武戦　※文化放送は両日ともWeb配信のみ実施。
  - 10月4～5日 ロッテ戦　※ただし4日は自社のテレビ中継を実施。
  - 10月7日 オリックス戦
- 3月31日から4月2日、今シーズン開幕戦「オリックス×楽天」（京セラドーム大阪）は3戦ともABCラジオ制作協力の下、特例で中継が行われた。解説は3月31日から順にABCの真弓明信、有田修三、中西清起が担当。アナウンサーは伊藤晋平と佐藤修が派遣された（31日と4月2日は伊藤が実況で佐藤がリポーター、4月1日はその逆）。
- 4月11日の「楽天×西武」（郡山）は15:30開始の薄暮ゲームであったが、TBCは編成の都合により試合途中の16:00からの中継開始として、この試合に続けて「巨人×広島」（JRN全国ネットカード）をネットする予定であった。しかし、試合は雨のため中止となったため、当日は17:57まで通常編成に復帰させ、ナイター枠にて「巨人×広島」を試合開始からネットした。
- 5月16日の「楽天×日本ハム」（HBCラジオにもネット）にて後藤光尊が、6月8日の「楽天×DeNA」にて牧田明久が、8月19日の「楽天×ソフトバンク」（RKBにもネット）にて井上純が、それぞれ解説者として本番組に初登場。また、8月22日に「楽天×ソフトバンク」の予備日が行使された場合、中濱裕之が解説者として起用される予定であったが、当該カードの日程が順調に消化されたため実現しなかった。
- 5月30日の「楽天×巨人」はJRN全国中継カードとなったが、前年からのTBSとラジオ日本（RF）の提携に基づき、RFならびに同局経由で岐阜放送（GBS）とラジオ関西（CRK）にもネットされた。5月31日と6月1日にJRN向けに裏送りされた中継も同様の措置が採られた。
- 6月28日には、はるか夢球場（弘前市運動公園野球場）で催された青森県内29年振りのNPB一軍公式戦「楽天×オリックス」[注 6] を、実況：菅生翔平、解説：後藤光尊、ベンチリポーター：佐藤修という陣容によるTBCの自社制作で試合開始（18:02）の直前から中継[注 7]。地元局のRABでも、18:28（2回裏途中）からの飛び乗り・局間ネット形式で放送した。なお、本来水曜日に楽天のホームゲームをネットしているRFCは、同日に福島県営あづま球場にてヤクルト対巨人戦が行われたため、この日に限ってLF制作の同試合の全国中継をネットした。
- 8月25日～8月27日の「楽天×日本ハム」はHBCラジオの解説者・実況者が現地に乗り込んで自社制作を行い、25日分はJRN予備相当とされた。ただし、本来TBCがHBCと組むべき曜日にあたる26日と27日は、16時試合開始で編成上デーゲーム相当となることから、TBC自社放送分のSTVネットへの切り替えは行わず、自社ローカル分とSTV向け裏送りの二重制作のままとなった。
- クライマックスシリーズについては、メットライフドームで開催される対西武戦のファーストステージ及びヤフオクドームで開催される対ソフトバンク戦のファイナルステージをTBCの自社制作で放送した（前者は文化放送が2015年を最後に地上波でのクライマックスシリーズ中継を撤退済であるため。後者はRKBやKBCからのネット受けも可能であるが、こちらも自社制作となった）。

### 2018年
- この年からTBSラジオがプロ野球中継の放送業務から撤退したことによって、JRNナイターの全国放送も終了。TBCはJRN受けとしている火曜日について、RCC[52]・SBSのようにNRNへの切り替えは行わず、土曜・日曜同様JRN各局とのネットを継続した。また、楽天戦中止時の予備や、楽天戦中継のない場合の本番カードも、火曜日はNRNナイターではなくJRN各局制作の中継（主にHBC・RKB制作分）を充当している。さらにカードによって自社本番をNRNに切り替えることがあった土日ナイターについてもネット局の有無に係わらずJRN扱いに固定することになった[53][54]。
- 楽天球団の発足以来続いていた平日の生放送によるクッションプログラムが廃枠となった。このため、クッションプログラム枠は制作会社配給の収録番組（『駒田徳広のミュージックブルペン』）で賄うことになる。
- このシーズンにおいてTBCラジオで放送されない試合は次の通り（特筆しない試合はRakuten.FM TOHOKUでは中継あり）。
  - 4月10～12日 オリックス戦　※3戦ともABCラジオの解説者とアナウンサーが阪神戦予備対応でスタンバイされていた。ただし、11日は自社のテレビ中継を実施。JRN割り当てとなる10日は代替としてRKB制作の「ソフトバンク×日本ハム」をネット。12日はNHKラジオ第一で全国放送あり。
  - 4月28～30日 西武戦　※30日は文化放送がデーゲーム中継を行うがTBCへのネットはなし。28～29日のデーゲームも文化放送はWeb配信のみ実施。ただし、30日は自社のテレビ中継を実施。
  - 5月11～13日 オリックス戦
  - 5月29～31日、6月19日 DeNA戦　※5月30日は雨天中止で、6月19日はその振替試合。Rakuten.FM TOHOKUも中継予定なし、テレビ中継は5月29日のみミヤギテレビで実施。JRN割り当てとなる日のうち、5月29日は代替としてCBC制作の「中日×オリックス」をネット、6月19日は後述。
  - 6月26～27日 ロッテ戦　※JRN割り当てとなる26日は代替としてRBC制作の「日本ハム×ソフトバンク」をネット。
  - 6月30～7月1日 西武戦　※ただし1日は自社のテレビ中継を実施。なお、文化放送は両日ともWeb配信のみ実施。
  - 7月14日 オールスターゲーム第2戦(熊本)　※在京各局が中継を制作するがネットせず。
  - 7月16・18日 ロッテ戦　※関東地区では17～18日にラジオ日本で放送し、TBCではJRN・RFネットに該当する17日のみ放送。
  - 7月21～22日 西武戦　※文化放送は両日ともWeb配信を行った（両日とも唯一の屋内ナイターで解説者・アナウンサーありで中継対応になった。ニッポン放送も両日解説者・アナウンサーをスタンバイさせていた）
  - 7月31～8月2日 オリックス戦　※8月2日はABCラジオが阪神戦非開催につき中継を行うが当日はNRNラインかつ別カード「DeNA×巨人」が本番のため中継できず。JRN割り当てとなる7月31日は代替としてQR裏制作の「西武×ソフトバンク」をネット。
  - 9月4～6日 オリックス戦（ほっともっとフィールド神戸）※4日は雨天中止、2戦ともMBSラジオの解説者とアナウンサーが他の全球場の中止時の予備対応でスタンバイされていた。JRN割り当てとなる4日は代替としてHBC制作の「日本ハム×西武」をネット
  - 9月15～17日 ロッテ戦　※ただし15日は自社のテレビ中継を実施。
  - 9月18～19日 オリックス戦　※JRN割り当てとなる18日はABCラジオが阪神戦非開催につき中継を行うがTBCへのネットはなし。代替としてQR裏制作の「西武×日本ハム」をネット。ただし19日は自社のテレビ中継を実施。
  - 9月26～27日、10月13日 ロッテ戦　※26日は雨天中止で、10月13日はその振替試合。
- 3月30日から4月1日、今シーズン開幕戦「ロッテ×楽天」（ZOZOマリンスタジアム）はTBCの現地乗り込みによる自社制作で放送。解説は3戦とも高橋雅裕が担当。アナウンサーは飯野雅人と林田悟志が派遣された（30日と4月1日は飯野が実況で林田がリポーター、31日はその逆）
- 5月23日の「楽天×オリックス」（ビジターへの裏送りを含めると4月4日のHBC向けの「楽天×日本ハム」）にて上岡良一が、6月16日の「楽天×阪神」にて阿部俊人が、それぞれ解説者として本番組に初登場。
- 6月5日の「巨人×楽天」はJRN割り当ての火曜日であったため、前年までのTBSとラジオ日本（RF）の提携の流れを受け、RFからのネット受けで放送され、TBC出身でもある石黒新平が実況を担当した（ただし石黒がTBCに在籍していたのは楽天創設以前である）。この試合は「ヤクルト×ソフトバンク」の裏開催でもあったため、RKBならびに同局とマイクロネットを組んでいる九州・山口ブロック5局もネット受けし、元々RFとネット関係を結ぶ岐阜放送とラジオ関西も含めて10局ネットでの放送となった。なお、6・7日はニッポン放送（NRN）からのネット受けで放送。以上の中継の楽天サイドのベンチリポートは伊藤晋平が担当。
  - また、7月17日の「ロッテ×楽天」もJRN割り当ての火曜日で、かつRFが中継を編成したことから、TBCはRFからネット受けを行う。こちらも石黒が実況を担当。
- 6月12日の「楽天×中日」は、名古屋地区のスペシャルウィークに該当していたことから、その一環としてCBCから川上憲伸が派遣され、高橋雅裕とのダブル解説で放送した。一方で、東海ラジオとネットを組む13日と14日は通常通りの体制で放送された（解説は両日とも高橋）。
- 6月19日は交流戦予備期間かつJRN割り当ての火曜日で、当日に順延された楽天戦が中継対象外カードの「DeNA×楽天」であったことから、守屋アナの進行による本番組のスタジオバージョン（TBCナイタースペシャル）が編成されることになった[注 8]（同日JRN系列局で唯一野球中継を編成したABCラジオの「阪神×ロッテ」のネットも行わない）。DeNA戦の経過については番組内で随時速報を挿入した。
- 7月3日（火曜日）には、前年に続いて、弘前市のはるか夢球場で楽天主催の一軍公式戦（対ソフトバンク戦）が組まれた。ソフトバンクの地元局がRKB（JRNシングルネット局）とKBC（NRNシングルネット局）で、RKBからは火曜日のソフトバンク戦中継を（他局制作分を含めて）OBS（大分放送）・NBC（長崎放送）・RKK（熊本放送）・MBC（南日本放送）・KRY（山口放送）へ同時に配信しているため、TBCでは以下のような二重制作体制で当該試合を中継した。
  - 自社およびRAB・RKB・OBS・NBC・RKK・MBC・KRY向け中継
    - 実況：守屋周、解説：高橋雅裕、ベンチリポーター：林田悟志
    - 2018年シーズンから火曜日のナイトゲーム中継枠を『アフター6ジャンクション』（TBSラジオ制作）をネットしているRABでは、同番組を雨傘番組として編成した（実際には当日のみ放送を休止）。

  - KBC向け中継（TBCからの裏送り扱いで制作） 
    - 実況：伊藤晋平、解説：牧田明久、ベンチリポーター：佐藤修
- 7月12日、同じくはるか夢球場で行われたフレッシュオールスターゲーム（NRN全国中継）では、TBCの黒田直樹アナウンサーが3・4回の攻防のみ実況を行った。黒田にとってはプロ野球の実況デビューとなった（その他にも大泉健斗（ニッポン放送）と居内陽平（KBC）も担当。統括のアナウンサーはニッポン放送の山田透が担当）。
  - これとは別に、TBSラジオのプロ野球中継撤退を受けて、HBC・RKBの2局に向けて、TBCの制作による裏送り中継も行われた（ABCとCBCはこれをネットせず、それぞれスタジオからの自社制作番組を編成した）。自社で放送されない裏送りではあるものの、ゲストとしてスポーツライターの安倍昌彦を起用している。
- 8月11日（土曜日）の「楽天×西武」はQR-NRNならびにLF-MBS向けの予備対応が必要となったが、先述の方針に基づき、QR-NRN予備（解説：上岡良一）は自社向け（解説：高橋雅裕）とは別配置となった。さらにLF-MBS向け（解説：佐々木信行）についても自社向けとは兼用せず別配置となり、2015年7月4日以来の三重制作対応となった。実際には前述の2球場とも予定通り実施されたため、自社向けのみ放送された。
- 9月1日（土曜日）の「楽天×ソフトバンク」についても、8月11日同様にQR-NRNならびにLF-MBS向けの予備対応が必要となったが、こちらは三重制作対応は採らず、自社向け（RKBにもネット）をLF-MBS向けの予備カードとして組み込んだ。QR-NRN予備にはKBC向けの裏送り中継が適用された。
- 9月23日（日曜日）の「楽天×ロッテ」は、LFとMBSが予備カード扱いとしなかったため（本番はLF制作『広島×DeNA』、予備はRKB制作HBCネットの『ソフトバンク×日本ハム』のみ）、NRNの第2予備扱いとなっていたが、QRは自社では放送せず、RCCは名目上の本番カードの『広島×DeNA』（予備補充なし）を、KBC・STVは『ソフトバンク×日本ハム』（屋内球場開催）を放送したため、形式的なものだった。
- 9月25日（火曜日）の「楽天×西武」は、自社向け（HBCにもネット。解説：上岡良一、実況：林田悟志、リポーター：伊藤晋平）とQR向け（解説：佐々木信行、実況：守屋周、リポーター：勝谷瞳）を二重制作する対応を取った。QRでは当初予備日だったことや、後続番組のスポンサーの都合から5回終了時点（19:28頃）で放送終了とした。
- 楽天創設直後から解説を勤めた佐々木信行は大学野球の指導に専念するため、本シーズンを最後にTBCの解説から勇退することになり、10月5日の「楽天×ロッテ」が最後の出演となった。

### 2019年
- 解説陣では、前年限りで勇退した佐々木に代わって、草野大輔と聖澤諒が新たに加入した。
- 前年自社向け（JRN・NRN）とQR向けの二重制作を行っていた「楽天×西武」については、同年は人員配置の効率化の観点から、「西武×楽天」と同様に上位予備に屋内球場の試合があるなどでLF-NRNでの本番昇格の可能性がない場合、TBCで中継の一本化を行い、QRに直接ネットするようになった（一部試合はTBC技術協力によるQRの自社制作で対応）。
- 3月29日（金曜日）から3月31日（日曜日）、シーズン開幕戦の対ロッテ戦は、ビジターゲームながら乗り込み自社制作を実施。土・日曜のデーゲームも技術協力を文化放送が担当したため、NRNの速報チャイムを使用した[55]。
- このシーズンにおいてTBCラジオで放送されない試合は次の通り（特筆しない試合はRakuten.FM TOHOKUでは中継あり）。
  - 4月5～7日 オリックス戦　※ただし7日は自社のテレビ中継を実施。
  - 5月4～6日 西武戦　※5月6日はNHKラジオ第一で全国放送あり、文化放送は3試合ともWeb配信のみ実施。
  - 5月10～12日 オリックス戦（ほっともっとフィールド神戸）
  - 5月17～19日 ロッテ戦　※ただし18日は自社のテレビ中継を実施。
  - 6月21～23日 DeNA戦　※Rakuten.FM TOHOKUも中継予定なし、テレビ中継は21日のみミヤギテレビで実施。ただし21日のみLFの解説者・アナウンサーは「巨人×ソフトバンク」（NRN全国ネットカード）早終了時に備えスタンバイしていた。
  - 7月13日 オールスターゲーム第2戦（甲子園）ABCとMBSが中継を制作するがいずれもネットせず。
  - 7月15～17日 オリックス戦　※ただし17日は自社のテレビ中継を実施。JRN割り当てとなる16日は代替としてRKB制作の「ソフトバンク×日本ハム」をネット。
  - 7月26～28日 ロッテ戦
  - 8月20～22日 ロッテ戦　※ただし21日は自社のテレビ中継を実施。JRN割り当てとなる20日は代替としてHBC制作の「西武×日本ハム」をネット。
  - 8月24～25日 西武戦　※文化放送は両日ともWeb配信を行った（25日は唯一の屋内ナイターで解説者・アナウンサーありで中継対応になった。同日はニッポン放送も解説・アナウンサーをスタンパイさせていた）。
  - 9月14～16日 オリックス戦　※ただし14日は自社のテレビ中継を実施。
  - 9月19日 ロッテ戦

- 楽天戦の開催予定がない4月30日は、唯一のナイターカードである「阪神×広島」（ABC制作。沖縄県・宮崎県を除くJRN九州山口地区、CBC・HBC・RCCで放送）をネットせず、「あっつあつ☆らじお」の特別編『夜のあっつあつ☆らじお 平成最後にスッペシャル』を放送。21時からは引き続き特別番組として『〜平成・最後の夜に聴きたい、私の1曲〜』を編成。
- 5月16日（木曜日）に東京ドームで開催の主催ゲームの対日本ハム戦は、TBCは自社とSTVラジオの局間ネット分（NRN第2予備）のみ乗り込み自社制作を行い、HBCラジオ向け裏送りは文化放送に制作を委託した。
- 5月28日（火曜日）・29日（水曜日）の「楽天×西武」（28日：岩手県営野球場、29日：弘前市はるか夢球場）では、自社で中継を制作するとともに、28日にはQR・IBC、29日にはQR・RAB・RFCでもネットを実施。両日とも、TBCから解説者（山村宏樹）・実況担当および楽天側のベンチリポーター（林田悟志・伊藤晋平）、QRから西武側のベンチリポーター（土井悠平）を派遣した。また、29日のRABでは、『アフター6ジャンクション』のネットを休止。両日とも前述した方針に従いTBCの自社分をQRへ直接ネットした（NRNでは予備順位を屋内球場よりも後位に繰り下げて対応）。
- 6月4日から6日まで交流戦の「楽天×巨人」が行われ、火曜日開催となった4日はTBCがJRN扱いとなるが、NRN向けはLFが東京よりスタッフを派遣して自社制作した（他の屋外開催である「ロッテ×阪神」を放送するMBSはオリックス戦を予備として優先しており、事実上LFのみの放送が確定しているため）。また、本来関東でTBC自社分をネット受けすべきRFもネットを見送ったため、対巨人戦のナイターでは珍しく自社ローカルとなった。5日と6日は通常通りNRNナイターとしてLFをはじめとした全国の各局へネットした。
- 6月11日（火曜日）には、郡山市開成山野球場で3年振りに開かれた楽天主催試合（「楽天×ヤクルト」）を自社制作で中継。ただし、地元局のRFCは『アフター6ジャンクション』の放送を優先したため、実際に中継を放送したのはTBCだけだった。
- 6月14日から16日までの「楽天×広島」はいずれもRCCとの局間ネットでの放送が予定されたが、15日は雨天中止、その振替日の24日も雨天中止となり、改めて25日に実施。14日は金曜ナイターのためNRN予備扱いで、16日は個別ネット扱いのデーゲーム（報道素材としてはJRN・NRN共用）だったが、RCCに合わせてNRNの速報チャイムを使用した。25日はJRN扱いの火曜日かつ1試合のみ開催のため、TBCは自社向け（解説：松本匡史、実況：伊藤晋平。RKBとJRN九州・山口地区各局〈MRT・RBCを除く〉にネット）とNRN向け裏送り（全国中継本番。解説：上岡良一、実況：守屋周。RCC・LF・SF・MBSにネット）と二重制作した。
  - なお、セ・パ交流戦期間の放送対象試合が24日までに消化された場合、もしくは25日に組み込まれた「楽天×広島」が再度中止となった場合は、25日の当該枠にて「TBCパワフルベースボールスペシャル〜創設15周年・実況アナがイーグルスを語ります〜」と題した雨傘番組を放送する予定であった。
- 7月11日（木曜日）に楽天生命パーク宮城行われたフレッシュオールスターゲーム(NRN全国放送)はLF制作となり、TBCは技術協力に廻ったが、昨年に続いて黒田直樹アナが3・4回の攻防のみ実況を行った。（その他にも大泉健斗・小永井一歩(共にニッポン放送)も担当。統括のアナウンサーはニッポン放送の師岡正雄が担当）。
  - これとは別に、HBC・CBC・RKBの3局に向けてTBCの制作による裏送り中継も行われた。(ABCはこれをネットせず伊藤史隆のラジオノオトを編成した)ゲストとして昨年に引き続き安倍昌彦を起用した。
- 8月29日の「楽天×ロッテ」にて、黒田直樹アナがフルイニング実況デビューを果たす。本来は6月30日の同カードがデビュー戦となる予定であったが、該当試合が雨天中止となったため、この日に持ち越されていた。
- 9月24日の「楽天×ソフトバンク」は、火曜日のため当初はRKBほか九州山口各局にネットする予定であったが、ソフトバンクと西武の優勝争いが続いていたことから、RKBは急遽自社制作に変更し、九州山口のJRN各局も追従してRKB乗り込み分をネットしたため、TBCのみの単独放送となった（NRN担当のKBCは当初から自社実況だった）。結局この試合で楽天はソフトバンクに勝利し、同日の「西武×ロッテ」の西武の勝利を以って、西武のリーグ優勝と楽天のクライマックスシリーズ進出が決定した。
- 9月26日、ペナントレース最終戦となった「楽天×西武」は、当日にセ・リーグの試合開催が無かったためにNRN全国中継に指定され、関東ではニッポン放送へネットされた（ただし、ニッポン放送はアナウンサーを派遣しなかった）。通常のネット相手である文化放送は、TBC技術協力による自社乗り込みで対応した。
- クライマックスシリーズについては、楽天がレギュラーシーズン3位でソフトバンクとのファーストステージ（ヤフオクドーム）へ進出したことを受けて、同ステージの全試合をTBCの自社制作で中継した（楽天はステージ敗退）。

### 2020年
- 新型コロナウイルスへの感染拡大の影響でレギュラーシーズンの開幕が3月20日から6月19日（いずれも金曜日）にまで延期されたことに伴って、レギュラーシーズンの試合数を、前年の143試合から120試合に削減。更に同一対戦相手の連戦を最大6連戦とし、例年当番組で中継しているセ・パ交流戦、オールスターゲーム、フレッシュオールスターゲームも中止された。例年は10月下旬から始まる日本シリーズの開幕日も、11月21日（土曜日）に設定。クライマックスシリーズではパ・リーグのレギュラーシーズン優勝チームと2位チームによる対戦（最大4試合）しか組まれない（セ・リーグでは開催を見送った）ため、レギュラーシーズンの開幕後は、例年と大きく異なる中継体制を組んでいる（TBCラジオにおける延期中の対応については前述）。
  - メインカードの楽天戦については、オリックスとの開幕3連戦（京セラドーム：6月19 - 21日→ABC制作分中継の裏送り）を経て、楽天生命パークでのホームゲームとして開催される日本ハムとの6連戦（同月23 - 28日、いずれも無観客試合）から自社制作分の中継を開始した。
  - この年は、水 - 金曜の楽天戦ホームゲーム中止時の予備カードとして、従来のNRN全国中継本番カードのネットではなく、STVラジオの日本ハム戦・KBCラジオのソフトバンク戦を編成することが増えた。ナイターオフ編成下となる10月からは、楽天ビジターゲームの中継ができない場合の自社本番カードでもSTV・KBCの中継のネットを行う。
  - この年から高須洋介が楽天球団制作中継との兼務扱いで解説陣に加わることを予定していたが、開幕延期の影響で中継へ出演する機会がないまま、開幕直後の6月下旬に味全ドラゴンズの内野守備コーチへ就任した。8月5日の対ソフトバンク戦中継から、楽天OBの枡田慎太郎が高須の後任扱いで解説陣に加入。
- このシーズンにおいてTBCラジオで放送されない試合は次の通り（特筆しない試合はRakuten.FM TOHOKUでは中継あり）
  - 7月28日～8月2日 ロッテ戦　※JRN割り当てとなる28日は代替としてHBC制作の「日本ハム×オリックス」をネット。
  - 8月15日～16日 西武戦
  - 9月15日～17日 オリックス戦（ほっともっとフィールド神戸）※JRN割り当てとなる15日は代替としてHBC制作の「日本ハム×ソフトバンク」をネット。
  - 9月26日～27日 西武戦
  - 10月2日～4日 オリックス戦 ※ナイターオフ編成かつNRN割り当てとなる2日は代替としてKBC制作の「ソフトバンク×日本ハム」をネット。同日はABCとMBSの解説者・アナウンサーが待機していた。翌3日はニッポン放送がMBSの解説者派遣と技術協力で、自社の予備カードを兼ねた素材収録待機を実施。
  - 10月13日～15日 ロッテ戦　※JRN割り当てとなる13日は代替としてHBC制作・文化放送ネットの「日本ハム×西武」を、ナイターオフ編成かつNRN割り当てとなる14～15日は代替としてMBS裏制作・KBC向けの「オリックス×ソフトバンク」をそれぞれネット。
  - 10月30日～11月1日 ロッテ戦　※ナイターオフ編成かつNRN割り当てとなる30日は代替としてSTV制作の「日本ハム×オリックス」をネット。
  - 11月4日～5日 オリックス戦　※両日ともナイターオフ編成かつNRN割り当てのため、代替としてLF裏制作・KBC向けの「ロッテ×ソフトバンク」をネット。
- 7月21日（火曜日）の中継については、ニッポン放送が関東ローカルの中継カードをリスナー投票で決める企画を事前に実施していた。このため、当日開催の「楽天×オリックス」（楽天生命パーク）が投票で1位になった場合には、特例として自社本番中継（本来はJRN系列局の個別予備扱い）をニッポン放送にも放送する予定だった。当日のNRN本番カードが「中日×巨人」（ナゴヤドーム）で、NRN全体の本番に昇格する可能性がなかったため、報道素材としてはJRN・NRN共通としたことによる。投票の結果、ニッポン放送が「DeNA×ヤクルト」（横浜）を中継することを決定したため、「楽天×オリックス」はTBCが通常通り自社本番として中継した。
- セ・リーグの試合の開催がない9月24日（木曜日）にもニッポン放送で同様の企画が行われ、「楽天×ロッテ」が投票で1位となったため、TBCの自社本番中継がニッポン放送にネットされることになった[注 9]（解説・桝田、実況・松尾）。なお、この企画は前回同様関東ローカルのため、NRN本番カードの「西武×日本ハム」をニッポン放送が裏送り配信した（STVラジオはNRN本番カードのためニッポン放送からのネット受けとなったが、文化放送は自社のライオンズナイター向けと北海道放送向け裏送りを二重制作した）。
- 11月3日（火曜日）の「オリックス×楽天」は当日唯一のナイトゲームとして開催されるため、ABCの中継をネット受けした（CBC・HBC・RKBもネット）[56]。

### 2021年
- このシーズンにおいてTBCラジオで放送されない試合は次の通り（特筆しない試合はRakuten.FM TOHOKUでは中継あり）
  - 3月30日～4月1日 ロッテ戦　※JRN割り当て日の30日（火曜日）には、HBC制作の「日本ハム×西武」中継をネット。
  - 4月27日～28日 オリックス戦　※JRN割り当て日の27日（火曜日）には、RKB制作の「ソフトバンク×日本ハム」中継をネット。
  - 5月14日～16日 オリックス戦(14～15日はほっともっとフィールド神戸)
  - 5月21日～23日 ロッテ戦　※ただし22日は自社のテレビ中継を実施。
  - 6月1日～3日 ヤクルト戦　※Rakuten.FM TOHOKUでも中継予定なし、JRN割り当て日の1日（火曜日）には、CBC制作の「中日×ロッテ」中継をネット。
  - 7月2日～5日 ロッテ戦　※3日は雨天中止で、5日はその振替試合。
  - 7月6日～8日 オリックス戦　※JRN割り当て日の6日（火曜日）には、HBC制作の「日本ハム×西武」(旭川)中継をネットしたが旭川及び第一予備に指定されている「ロッテ×ソフトバンク」(ZOZOマリン)が両カードとも中止になった場合に限りABCラジオが予備待機を行っている当カードが放送される予定だった。
  - 8月14日～15日 西武戦
  - 9月10日～12日 ロッテ戦　※11日は「ヤクルト×DeNA」中止時の予備として、文化放送とニッポン放送の解説者・アナウンサーがスタンバイされていた。しかし当日は土曜日のため、TBCは元々野球中継の枠がなく、予備から昇格した場合でも放送する予定がなかった。
  - 9月23日 西武戦
  - 9月24日～26日 オリックス戦
  - 10月7日 ロッテ戦　※当日ならびに移動日となる翌8日はナイターオフ編成かつNRN割り当てのため、代替としてLF裏制作・KBC向けの「西武×ソフトバンク」をネット。
  - 10月9日～10日 西武戦　※9日はNHKラジオ第一で全国中継あり
  - 10月19日～20日 オリックス戦　※この週より中継のない日はナイターオフの通常番組を放送。

- 前年の引退後新たに解説陣に加わった青山浩二が、開幕戦（対日本ハム戦、3月26日）の中継から登場している。また同じく新加入となる飯田哲也は、4月11日の対ソフトバンク戦（裏送りを含むと9日の同カード）から登場した。
- 5月4日（火曜日・みどりの日）はJRNの割り当て日で、NPBの公式戦が全てデーゲームであったため、RKB制作のソフトバンク戦（福岡PayPayドーム）中継を局間ネット。ナイトゲームの基本放送枠（17:59 - 21:00）に編成された『TBC POWERFUL BASEBALL SPECIAL』では、田中将大が2014年のニューヨーク・ヤンキース移籍から8年振りに楽天へ復帰したことにちなんで、『田中将大投手24連勝の軌跡』（2013年シーズンの登板試合での実況音源ダイジェスト）を飯野と守屋の進行で放送した。
- 5月12日の対西武戦で中濱裕之が解説者としては初登場。前述のように、2017年の行使されなかった予備日に出演予定が組まれていたため、実に4年越しでの起用となった。
- 6月15日は交流戦予備期間かつJRN割り当ての火曜日で、既に楽天は交流戦の全日程を終了していたため、ナイトゲームの基本放送枠に編成された『TBC POWERFUL BASEBALL SPECIAL』では、『あつらじ』のスピンオフ番組として『EAGLES EYE 交流戦特別編! 3時間じゃ足りないってばよ!?』を放送した（同日文化放送とJRN系列局向けにRCCラジオが裏送りした「広島×西武」はネットしなかった）。
- 7月17日（土曜日）のオールスターゲーム第2戦は、楽天生命パーク宮城で開催のため、TBCがニッポン放送ならびにJRN系列局向け（HBC・CBC・MBS・RKBにネット。解説：青山浩二、実況：守屋周、リポーター：林田悟志）とNRN系列局向け（SF・ABC・KRY・KBCがネット。QR・STV・RCCは通常編成で対応）。解説：飯田哲也、実況：菅生翔平）の二重制作を行った。TBCが土曜開催のオールスターゲームを放送するのは、同じく地元開催であった2011年以来である。
- 2020年東京オリンピック開催に伴うプロ野球公式戦中断期間（7月19日 - 8月12日）においては、JRN割り当ての火曜日において『TBCナイタースペシャル 増子華子と伊藤晋平の1時間じゃ足りなかったんだってばよ!?』（自社制作）や『シェアミュージック』（RCC制作）を編成。水・木・金曜はニッポン放送からの裏送り番組をネットした。
- 10月17日の対西武戦は、当日に中日の試合開催予定がないため、代替中継カードとして東海ラジオにもネットされる。
- 11月6日・7日に開催されたクライマックスシリーズ・ファーストステージの対ロッテ戦は、球団公式配信の映像と場内音声を使用してTBCの第3スタジオから実況を行うオフチューブ形式となった。リポーターも配置していたが、現地派遣か球団広報へのリモート取材か不明。

### 2022年
- アナウンサーの要員不足の問題も考慮し、土曜・日曜のナイター開催時のネットワークの取り扱いが、概ね2010年から2017年までの状態に戻され、ニッポン放送・MBS・CBC・RKBからのネットが予備も含めて予定されていないカードについては二重制作せず、自社向けの放送がそのままNRN本番・予備も兼ねる形となった（ニッポン放送とNRNの両方が予備に組み込んだ場合、屋内球場より上位の側を優先して要員を配置し、下位の側は形式的な扱いとする。またニッポン放送とMBSラジオが屋外開催の阪神戦を局間ネットする場合、2023年8月29日の〈NRN＝中国放送制作の広島対巨人戦、山口放送との局間ネット。ニッポン放送＝自社制作のDeNA対阪神戦・MBSラジオと局間ネット〉、NRNとニッポン放送がTBC制作の楽天戦〈同日は対ロッテ戦・NRN＝山口放送は第3予備、ニッポン放送は第2予備〉を予備に組み込む一方で、NRNナイターを予備カードも含めて編成している朝日放送ラジオに配慮して、MBSラジオが予備から外して下位カード〈同日はRKB毎日放送制作のソフトバンク対西武戦〉を繰り上げることがある）。また土曜・日曜の日本ハム戦は既にSTVでの放送がナイターも含めて無くなっているため、NRN系列局でもあるHBCへネットしたままNRN予備として組み込まれるケースも発生している。この場合もNRN系列局へのネットが発生しない場合は、他球場速報でCBC・HBC・RBCiラジオ・非NRN時のSBSと共通のチャイムを使用している。
- このシーズンにおいてTBCラジオが放送されない試合は次の通り（特筆しない試合はRaketen.FM TOH0OKUでは中継あり）
  - 3月29～31日 オリックス戦　※3戦ともABCラジオの解説者、アナウンサーが阪神戦予備対応でスタンバイさせていた。JRN割り当て日の29日（火曜日）には、HBC制作の日本ハム対西武戦（札幌ドーム）中継をネット受け。
  - 4月23～24日 西武戦　※ただし23日は自社のテレビ中継を実施。
  - 4月26～28日 ロッテ戦　※JRN割り当て日の26日（火曜日）には、HBC制作の日本ハム対オリックス戦（東京ドーム）中継をネット受け。
  - 5月14～15日 西武戦
  - 5月17～19日 ロッテ戦　※JRN割り当て日の17日（火曜日）には、ABCがHBCへの裏送り向けに制作していたオリックス対日本ハム戦（ほっともっとフィールド神戸）中継をネット受け。
  - 6月3～5日 DeNA戦　※Rakuten.FM TOHOKUでも中継予定なし。
  - 6月28～29日 オリックス戦（ほっともっとフィールド神戸）　※JRN割り当て日の28日（火曜日）には、QRがHBCへの裏送り向けに制作していた西武対日本ハム戦（ベルーナドーム）中継をネット受け。
  - 7月1～3日 ロッテ戦（ZOZOマリンスタジアム）　※2日開催分は、NHKラジオ第一が東北ブロック向けに中継。1日開催のナイトゲームについては、QRが自社向けに中継することを、開催の前日（6月30日）に急遽決定した[57]。ただし、1日は金曜日のため、当番組ではこの中継ではなく、当初の予定通り広島対巨人戦（マツダスタジアム）中継（RCCによるNRNナイター向けの制作分）のネット受けで対応。
  - 7月23～24日 西武戦　※両日共QRがヤクルト対広島戦（神宮球場）中止時の予備として解説者・アナウンサーがスタンバイされていた。しかし両日共TBCは元々野球中継の枠がなく、予備から昇格した場合でも放送する予定がなかった。
  - 8月9～11日 オリックス戦　※JRN割り当て日の9日（火曜日）にはHBC制作の日本ハム対西武戦（札幌ドーム）中継をネット。
  - 8月26～28日 ロッテ戦　※土曜日はQR・LF共に広島対巨人戦（マツダスタジアム）中止時の予備として解説者・アナウンサーがスタンバイされていた。しかし当日は土曜日のため、TBCは元々野球中継の枠がなく、予備から昇格した場合でも放送する予定がなかった。
  - 9月17～19日 西武戦　※17日、19日QRはWeb配信を実施。（17日はNRN予備に組み込まれることから解説者付きとなった）
  - 9月27日 オリックス戦　※この週より中継のない日はナイターオフの通常番組を放送。
- このシーズンには、楽天生命パークで組まれていた楽天のホームゲームが、選手やチーム関係者による新型コロナウイルス大量罹患（クラスター）の影響で急遽中止される事例が続出。当番組では、中止の決定を受けて以下のように対応している。
  - 4月1日（金曜日）からのソフトバンク3連戦（いずれもデーゲーム）では、楽天の選手・チーム関係者のクラスター発生を受けて、2日（土曜日）・3日（日曜日）に予定されていた試合が中止された[注 10]。ただし、当番組では原則として土・日曜日の中継を予備カードから補充しないため、TBCではデーゲームの中継を予定していた放送枠を中継スポンサーの提供による定時番組に充てた。
  - 4月12日（火曜日）からナイトゲームとして予定されていたオリックスとの3連戦は、オリックス選手・チーム関係者のクラスター）発生を受けて3試合とも中止された[注 11]ため、当番組では上記の3日間で中継のカードを以下のように差し替えた。
    - 4月12日：ベルーナドームの西武対日本ハム戦（QRの制作によるHBCへの裏送り向け中継をネット受け）[58]
    - 4月13日：沖縄セルラースタジアム那覇の巨人対DeNA戦（LFの制作[59]によるNRNナイター向けの全国放送指定カード中継）
    - 4月14日：バンテリンドームナゴヤの中日対阪神戦（SFの制作による NRNナイター向けの全国放送指定カード中継）
- セ・パ交流戦の開幕カードに当たる5月24 - 26日の阪神対楽天3連戦（いずれも甲子園でのナイトゲーム）では、24日のみABC制作分、25・26日にMBS制作分中継の局間ネットで対応した。
- 東北地方で楽天生命パーク宮城以外の球場を使用する楽天主催の公式戦では、実況アナウンサー・解説者・リポーターがTBCのスタジオから出演する一方で、上記の球場から場内の音声だけを送る「オフチューブ」方式で以下のように（自社向けの本線と裏送り向け）中継の二重制作を実施している。
  - 6月21日に秋田こまちスタジアム・22日に岩手県営野球場で組まれていた日本ハムとのナイトゲーム（いずれも18:00開始）では、本線向けの中継でTBCの第4スタジオ、裏送り向けの中継で第3スタジオを使用。また、実況担当以外のスポーツアナウンサーを、本線向けの中継と裏送り向けの中継で別々に「リポーター」として配置していた。実際にはいずれの「リポーター」も球場へ派遣されておらず、球団広報へのリモート取材を行っていた。Rakuten.FMでも地元FM局との局間ネット向けにオフチューブ方式で中継。
    - 21日（火曜日）開催分では、HBCとの局間ネットを兼ねた本線向けと、STVへの裏送り向けに中継を二重制作。地元（秋田県内）のラジオ局では、ABSが編成上の事情から中継の放送を見送った一方で、FM秋田が試合途中の19:00 - 20:55にRakuten.FM制作分中継のネット受けを実施した。
    - 22日（水曜日）開催分では、IBC（地元局）・STV・rfcとのネットを兼ねた本線向けと、HBCへの裏送り向けに中継を二重制作。IBCとrfcでは試合途中からの飛び乗り方式で放送していて、試合途中の19:00 - 20:55には、FM岩手でもRakuten.FM制作分中継のネットを実施した。試合会場の岩手県営野球場は2023年3月で閉鎖することが決まっているため、当日の楽天対日本ハム戦が閉鎖前最後のNPB公式戦で、同球場からの試合中継もこの日で終了。

  - 7月5日にはるか夢球場（青森県弘前市）で組まれていたソフトバンクとのナイトゲーム（18:00開始）では、RAB（開催地の地元局）や九州・山口のJRN加盟局（RKB・KRY・NBC・RKK・OBS・MBC）とのネットを兼ねた本線向けの中継でTBCの第4スタジオ、KBCへの裏送り向けの中継で第3スタジオを使用。上記の日本ハム戦に続いて、実況担当以外のスポーツアナウンサーを、本線向けの中継と裏送り向け中継で別々に「リポーター」として配置していた。その一方で、KBCからは解説者の前田幸長を裏送り向けの中継（実際にはTBCの第3スタジオ）に派遣。本線向けの中継はCBCの第1予備カードでもあったが、当日の本番カード（横浜スタジアムのDeNA対中日戦）が天候不良の影響で中止されたため、実際にはCBCを加えた9局ネットで放送された。
- 6月24日の楽天対西武戦（楽天生命パーク）中継では、QRとの局間ネットを実施するとともに、両チームに在籍した経験のある杉山賢人が当番組の中継で8年振りに解説。
- 7月30日・31日の日本ハムとのナイトゲームは土曜・日曜の開催のためHBCへネットされたが、STVでの放送予定がなく、ニッポン放送も予備カードに指定しなかった上、HBCもNRN加盟局であることから、そのままNRN第3予備カードとして組み込まれた（当日の本番は元々DeNA対巨人の予定であったが巨人の新型コロナウイルス大量罹患の影響で延期となったため、ABC発の阪神対ヤクルトが第1予備から昇格。第2予備はRCC発の広島対中日）。
- 8月20日のロッテとのナイトゲームは、ニッポン放送の第1予備カード（本番はDeNA対広島。第2予備はソフトバンク対日本ハム〈RKB。HBCにネット〉。MBSは巨人対阪神のデーゲームを中継し、ナイターを編成せず）に組み込まれた。NRNも第2予備に組み込んでいたが、本番がDeNA対広島（文化放送。RCC・ABC・KRYへ裏送り）、第1予備が屋内開催のソフトバンク対日本ハム（KBC）のため、新型コロナウイルス大量罹患や台風・大雨などでの交通機関の乱れによる中止・延期が発生しない限り発動しない形式的な処置だった。
  - 同様に9月10日のロッテとのナイトゲームは、ニッポン放送の第1予備カード（本番はヤクルト対広島。第2予備はオリックス対ソフトバンク〈RKB。MBSからの裏送り〉。MBSはDeNA対阪神のデーゲームを中継し、ナイターを編成せず）に組み込まれた。
- 9月29日と30日のソフトバンクとのナイトゲームはKBCへネットしての放送予定であったが、30日についてはソフトバンクの優勝決定試合になる可能性が発生したため、KBCは乗り込みの自社制作に変更し、TBCのみのローカル放送となった。同日のRKBへの裏送りについても、RKBから実況アナウンサーが派遣されての形式に変更された（当初は松尾が実況予定であったが、前日のRKBへの裏送り、さらには28日の西武戦でも実況を行っていたため、3日連続の実況になるところであった）。

### 2023年
- このシーズンにおいてTBCラジオが放送されない試合は次の通り（特筆しない試合はRakuten.FM TOHOKUでは中継あり）
  - 4月8～9日 ロッテ戦　※8日開催分はNHKラジオ第一が東北ブロック向けに中継。ただし9日は自社のテレビ中継を実施。
  - 4月18～20日 オリックス戦　※JRN割り当て日の18日（火曜日）には、HBC制作の日本ハム対ロッテ戦をネット受け。
  - 4月29～30日 西武戦　※29日開催分はNHKラジオ第一で全国中継あり。
  - 5月13～14日 西武戦
  - 5月23～24日 オリックス戦（ほっともっとフィールド神戸）　※JRN割り当て日の23日（火曜日）には、HBC制作の日本ハム対ソフトバンク戦をネット受け。
  - 6月2～4日 ヤクルト戦　※Rakuten.FM TOHOKUでも中継予定なし、ただし、3日開催分はNHKラジオ第一が東北ブロック向けに中継。なお、2日の雨天中止分の振替開催の6月20日（火曜日）は『文化放送ライオンズナイター』で放送することになり、同局との局間ネットで放送（解説：笘篠賢治、実況：斉藤一美）。別途ニッポン放送もNRNナイター（LF・STV・SF・MBS・RCCにネット）として放送する（解説：大矢明彦、実況：清水久嗣）。
  - 6月13日 広島戦　※NRNへの切り替えをせず、CBC制作の中日対ロッテ戦をネット受け。かつRakuten.FM TOHOKUでも中継予定なし。テレビ中継は東日本放送で実施（広島ホームテレビからの映像提供で実況を独自制作）。14・15日はRCCとの局間ネットで放送。
  - 6月17～18日 巨人戦　※Rakuten.FM TOHOKUでも中継予定なし。ニッポン放送の解説者とアナウンサーがスタンバイされていた（DeNA対ロッテ戦の予備として）。テレビ中継は地上波では17日のみミヤギテレビで、衛星波では16日にNHK BS1で、17・18日にBS日テレで実施。
  - 6月30～7月2日 ロッテ戦　※7月1日開催分はNHKラジオ第一で全国中継あり。
  - 7月15～17日 ロッテ戦
  - 7月22～23日 西武戦　※22日はQRがWeb配信を解説者付きで実施。
  - 8月1～3日 オリックス戦　※JRN割り当て日の1日（火曜日）には、QR裏制作の西武対ソフトバンク戦をネット受け。
  - 9月1～3日 ロッテ戦
  - 9月12～13日 ロッテ戦　※ニッポン放送の解説者とアナウンサーがスタンバイされていた。JRN割り当て日の12日（火曜日）には、HBC制作の日本ハム対オリックス戦をネット受け。
  - 9月16～18日 オリックス戦　※16日はABCラジオの解説者とアナウンサーがスタンバイされていた（広島対阪神戦の予備として）
  - 9月30日・10月1日 オリックス戦　※30日はMBSラジオの解説者とアナウンサーがスタンバイされる予定（広島対阪神戦の予備として）であったが、既にオリックスの優勝が決定済のため取り消された。10月1日はNHKラジオ第一が東北ブロック向けに中継。
- 日本ハムがこの年から本拠地に使用しているエスコンフィールドHOKKAIDOでのパ・リーグ公式戦については、開場後初めての公式戦（3月30日に「先行開幕」扱いで組まれていた楽天とのナイトゲーム）で、STV制作分の中継を同時ネットで放送。
- 前年（2022年）のレギュラーシーズン開幕前からシーズン中にかけてスポーツアナウンサーの退職が相次いでいたTBCに、中途採用扱いで他局から移籍したアナウンサーのうち、玉置佑規が5月10日・坂寄直希が翌11日の楽天対ソフトバンク戦（楽天モバイルパーク）からベンチリポーターとして出演している。坂寄は同年6月25日の楽天対西武戦で実況デビューを果たしている。
- 東北地方で楽天生命パーク宮城以外の球場を使用する楽天主催の公式戦では、前年に続いて、TBCの第3・第4スタジオを使い分ける「オフチューブ」方式で以下のように（自社向けの本線と裏送り向け）中継の二重制作を実施している。
  - 5月16日にきたぎんボールパーク（岩手県盛岡市）・17日にきらやかスタジアム（山形市）で組まれていたソフトバンクとのナイトゲーム（いずれも18:00開始）では、本線向けの中継でTBCの第4スタジオ、裏送り向けの中継で第3スタジオを使用。Rakuten.FMでも、地元FM局との局間ネット向けにオフチューブ方式で中継した。
    - 5月16日（火曜日）開催分（4月1日に開場したきたぎんボールパークでは初めてのNPB公式戦）では、IBC（地元局）・RKB・KRY・OBS・RKK・NBC・MBCとのネットを兼ねた本線向けと、KBCへの裏送り向けに中継を二重制作。本線向けのリポートを玉置、裏送り向けのリポートを坂寄が担当した。なお、IBCでは試合途中の18:15から試合終了まで放送。
    - 5月17日（水曜日）開催分では、KBCとのネットを兼ねた本線向けと、RKBへの裏送り向けに中継を二重制作。ただし、地元局のYBCでは、LF制作NRNナイターのヤクルト対巨人戦（神宮）を放送。また、KBCでは17:58から2分間にわたって、放送上の不体裁（TBCにおける中継の前座番組『プレスポ』が流れてしまう放送事故）が発生した。
- 6月16日の巨人対楽天戦（東京ドーム）は、ニッポン放送からの裏送りによるNRNナイターとして放送。これはニッポン放送がスペシャルウィーク設定に伴い、NRN第1予備のDeNA対ロッテ戦（横浜スタジアム）を関東ローカルで放送することに伴う措置である。
- 6月20日のヤクルト対楽天戦（神宮、2日の雨天中止分の振替開催）は非NRN優先の火曜日であるが、TBCがNRN加盟局であることから、前述のように文化放送からのネット受けで放送した（当日は阪神ならびにオリックスの試合予定がないため、ABCラジオも加わり3局ネット）。TBCにとって公式戦のヤクルト対楽天戦を中継するのは2010年5月27日以来13年ぶりとなった。なお、この試合が中止の場合は、雨傘番組として「3時間、なんとかするんだってばよ～元気があればなんでもできるスペシャル～」を放送する予定であったが、同番組はフレッシュオールスターゲーム開催日（TBCでの中継はなし）にあたる7月18日に改めて放送された。
- 6月21日の楽天対中日戦（楽天モバイルパーク）はTBCが二重制作を行い、自社向けはNRN全国ネット本番カードとして制作し（九州朝日放送と一部系列局を除く）、裏送り分はCBCラジオならびに文化放送にネットした。
- 8月5日と19日（いずれも土曜日）の楽天対ロッテ戦は、NRNとニッポン放送の双方の雨天予備カードとして指定された。しかし、2019年以降に双方の放送エリアが重なるのは関西地区（NRN⇒ABC、ニッポン放送⇒MBS）のみであることから、雨天予備からの昇格時にはTBCの本番実況を双方へサイマル配信する方針とした（実際には昇格に至らず）。前述の関西地区ではABCがネットする方針とし、MBSは当該カードがニッポン放送の本番へ昇格した場合、雨傘番組もしくはJRN系列局制作の他カード中継へ独自に差し替える予定であった。
- ナイターオフ編成に入った10月初旬の段階でもクライマックスシリーズ進出の可能性を残しているため、楽天の試合がある場合はナイターシーズン同様の編成で中継を実施。9日の最終戦（デーゲーム）をもってレギュラーシーズンにおける中継を終了する予定だったが、雨天中止に伴い10日（ナイトゲーム）に順延。これに伴い、ニッポン放送制作でナイターオフ期間の火曜日に編成されている『古家正亨 K TRACKS』のネット開始が同月17日にずれ込んだ。なお、楽天はこの試合でロッテに敗退し、クライマックスシリーズへの進出を逃した。
  - ナイターオフ編成の中継のうち、5日（木曜日）の対日本ハム戦は、本来ネット受けすべきSTVラジオが前週の本拠地最終戦以降の日本ハム戦の中継を行わない方針としたため、HBCへの局間ネットとなった。さらに、同試合ならびに7日（土曜日）の対ソフトバンク戦については、既に阪神がレギュラーシーズン全日程を終了したことを背景に、MBSラジオにも時間制限付きでネットした。

### 2024年
- このシーズンにおいてTBCラジオで放送されない試合は次の通り(特筆しない試合はRakuten.FM TOHOKUでは中継あり)
  - 4月9～11日　オリックス戦　※JRN割り当て日の9日（火曜日）には代替としてRKB毎日放送制作のソフトバンク対日本ハム戦（熊本）をネット受け。
  - 4月20～21日　西武戦
  - 4月27～29日　ロッテ戦　※27日開催分はNHKラジオ第1にて東北ブロック向けに中継。
  - 5月11～12日　西武戦　※11日開催分はNHKラジオ第1にて全国中継あり。
  - 5月17～19日　オリックス戦
  - 5月28～30日　DeNA戦　※Rakuten.FM TOHOKUでも中継予定なし、テレビ中継は28日のみミヤギテレビで中継あり（巨人対ソフトバンク戦全国中継の差し替え）、JRN割り当て日の28日（火曜日）は代替としてCBCラジオ制作・文化放送および朝日放送ラジオ（阪神対日本ハム戦の中止により昇格）[60]にもネットの中日対西武戦（バンテリンドームナゴヤ）をネット受け。
  - 6月25～26日、7月9～10日　ロッテ戦　※26日はニッポン放送の解説者とアナウンサーがスタンバイされていた。JRN割り当てとなる6月25日及び7月9日（何れも火曜日）は代替として朝日放送ラジオ制作・RKB毎日放送および北部九州山口局向けのオリックス対ソフトバンク戦（京セラドーム大阪）をネット受け。
  - 7月19～21日　オリックス戦 (ほっともっとフィールド神戸)
  - 8月3～4日　西武戦　※3日は文化放送がWEB配信を実施。4日も文化放送の解説者とアナウンサーがスタンバイされていた。
  - 8月13～14日　オリックス戦　※JRN割り当て日の13日（火曜日）には、HBC制作の日本ハム対ロッテ戦をネット受け。
  - 8月24～25日　西武戦　※両日とも文化放送がWEB配信を解説者付きで実施。
  - 9月5～8日、23日　ロッテ戦　※5日と7日はニッポン放送の解説者とアナウンサーが、7日と8日は文化放送の解説者とアナウンサーが、それぞれスタンバイされていた。
  - 10月3日　ソフトバンク戦　※本来はKBCからのネット受けが可能な試合であるが、1日に楽天のBクラスが確定していることを鑑みて、ネット見送りとなった。
  - 10月6日　オリックス戦　※楽天のホームゲームであるが、1日に楽天のBクラスが確定していることを鑑みて中継を制作せず（詳細後述）。
  - 10月9日　西武戦　※当初は4日の予定であったが雨天中止で順延となった。楽天のホームゲームであるが、前述の理由で順延前後とも中継を制作せず（詳細後述）。
- 4月16日の楽天対オリックス戦で塩入未央が、5月8日の同カード（秋田開催）で村上晴香が、それそれ本番組のベンチリポートを初担当。
- 6月1日（土曜）の楽天対ヤクルト戦（解説：杉山、実況：松尾）は唯一のナイトゲームのためNRNならびにニッポン放送の本番カードとなったが、両者の放送エリアの重複が一切発生しないことが確定していたため、通常はニッポン放送（LF-MBSライン扱い。ただしMBSラジオは『豊永真琴のMBSミュージックパーク延長SP』を編成）と山口放送（文化放送幹事のNRNナイター本番扱い）の2ラインにして放送のところ、ラインをまとめられた変則ネットとなった。ただし、あくまで山口放送（NRN回線）への送り出しは文化放送が裏送り扱い（自社は通常番組を編成）で担当し、ニッポン放送では局間本番としての個別ネットとなるため、中止時の雨傘番組もニッポン放送（ナイタースペシャル）、山口放送（SET UP!!）、TBCラジオ（通常編成）で別々に設定された。また、他球場速報ではチャイムを使用しなかった。
- 6月11日（火曜） - 13日（木曜）の楽天対巨人戦は、東名阪のラジオ各局（TBSラジオを除く）が聴取率調査週間のため、ニッポン放送が乗り込み自社制作を行い、11日はNRNでは最下位の第5予備だった。このためTBCラジオの自社制作分が非NRN兼用で充てられたか、TBCが別に予備実況を立てていたか、ニッポン放送の乗り込み分が充てられていたか不明（本番カードはKBCラジオ制作のソフトバンク対ヤクルト戦だが、実質同局のローカル放送。最も、火曜日のナイター枠相当の時間は2017年で廃止されたTBSラジオ発のJRNナイターの名残りで、NRNナイターネットを組んでいる局自体がNRN単独ネット局主体で、クロスネットの地方局は、TBC、ABC-R、RCCと山口県を含む北部九州を除けば大半は野球以外の別番組である）。その後の12日はTBCラジオ制作分NRN本番扱いとなったが、13日はTBCラジオも久保史緒里（乃木坂46。ニッポン放送制作分と掛け持ち）をゲストして出演させるなど地元向け企画を実施することとNRN向けとの二重制作（ニッポン放送制作分の技術協力を含めれば三重制作）回避のため、屋内球場より下位のNRN第1予備扱い（本番カードはソフトバンク対ヤクルト戦）という形態となった。
- 6月18日は交流戦予備期間かつJRN割り当ての火曜日で、既に楽天は交流戦の全日程を終了していたため、ナイトゲームの基本放送枠に編成された『TBC POWERFUL BASEBALL SPECIAL』では『楽天野球団創設20周年! 激動の2004年を振り返る』と題して楽天球団の誕生までの流れを振り返る予定であったが（当日は「阪神×日本ハム」が行われていたが、ABCラジオからのネット受けは行わなかった）、楽天が初の交流戦優勝を果たしたことを受け、18時台は急遽『おめでとう! イーグルス交流戦初優勝』と題した交流戦優勝特番として放送し、当初予定の内容は19時台以降を充当した。
- 6月28日に山形市総合スポーツセンター野球場（きらやかスタジアム）で開催の対西武戦では、現地局であるYBCが2013年度までの定期ネットを取り止めて以来初めてネットを実施。QRを加えた3局ネットで放送した。
- 7月14日の楽天対西武戦で玉置佑規が実況デビューを果たした。
- 8月15日のオリックス対楽天戦は、同日にセ・リーグの試合開催がないことからMBSが自社で中継を実施したため（NRNでは第1予備扱い。本番カードはSTVラジオ制作の日本ハム対ロッテ戦）、TBCでも局間本番扱いのネット受けでの中継を実施した。
- 例年楽天のホームゲームは原則全試合中継していたが、今季は日程発表当初の最終戦であった10月1日のロッテ戦までは中継する一方、それ以降はホームゲームの対日本ハム戦といったネット局の対応が必要な試合のみ中継し、それ以外の試合は原則として楽天に優勝またはクライマックスシリーズ進出の可能性がある場合に限って中継を実施する方針とした。実際には1日のロッテ戦での敗戦を以って楽天の4位が確定したため、それ以降は前述の方針に基づき、5日と8日の楽天対日本ハム戦2試合をHBCとの2局ネットで放送するのみとした。なお未放送となった試合のうち、6日の対オリックス戦は当日唯一のナイターであったため、中継する場合はオリックスの地元のMBSもネットする計画であった。

### 2025年
- このシーズンにおいてTBCラジオで放送されない試合は次の通り（特筆しない試合はRakuten.FM TOHOKUでは中継あり）
  - 4月4～6日 ロッテ戦
  - 4月29日 西武戦
  - 5月5～7日 ロッテ戦 ※6日は雨天中止
  - 6月7～8日 巨人戦 ※Rakuten.FM.TOHOKUでも中継予定なし、テレビ中継は7日はミヤギテレビ、8日はNHKBSで中継あり
  - 6月17～19日 ヤクルト戦 ※Rakuten.FM.TOHOKUでも中継予定なし、JRN割り当て日の17日（火曜日）は代替としてCBCラジオ制作の中日対オリックス戦（バンテリンドームナゴヤ）をネット受け。
  - 6月27～29日、7月15～17日 オリックス戦(7月17日はほっともっとフィールド神戸開催の予定も雨天中止)　※後者日程はABCの解説者とアナウンサーがスタンバイされていた。JRN割り当て日の7月15日 (火曜日) は代替としてRKB毎日放送制作及び北部九州山口局向けのソフトバンク対ロッテ戦(みずほpaypayドーム福岡)をネット受け。
  - 7月29～31日 ロッテ戦(31日は東京ドーム)　※JRN割り当て日の29日 (火曜日) は代替としてHBC制作の日本ハム対ソフトバンク戦をネット受け。
  - 8月9～10日 西武戦
  - 8月13日 オリックス戦

- 開幕カードである3月28 - 30日のオリックス戦（京セラドーム大阪）は、2020年同様にABCからの裏送りで中継。開幕戦である28日は元楽天監督でもある梨田昌孝が解説を務めた。
- 2度の雨天中止を経ての本拠地開幕戦となった4月3日の対西武戦のデーゲームでは、前楽天監督の今江敏晃が本番組の解説に初登場した（ただし5月にサムスン・ライオンズのコーチに就任したため、このシーズンとしては最初で最後の出演となっている）。また、4月10日の対日本ハム戦から元楽天監督の平石洋介が解説者として加わった。
- 6月10 - 12日の楽天対中日戦は中京地区のスペシャルウィークと該当したことから、CBCと東海ラジオはTBC制作の中継をネットせずに自社実況で対応したが、このうち10日の山形市総合スポーツセンター野球場（きらやかスタジアム）開催分は、TBC・CBC・東海ラジオとも山形へは行かず、3局がそれぞれ個別でオフチューブ実況を行うという事態となった（さらに、地上波テレビ中継も仙台放送〈さくらんぼテレビにもネット〉と東海テレビが各々本社スタジオからのオフチューブ実況を行った）。CBCはその後の楽天モバイルパーク宮城での2試合もオフチューブとしたことから名古屋の本社から実況したが、東海ラジオは同2試合を現地から中継することとしていたため、山形の試合は仙台のTBC本社のスタジオを借りて実況していた。
  - 12日の試合のみ、ソフトバンク対巨人戦の予備順を下げたうえで、本番組の中継がNRNナイターの本番カードとして全国向けに中継されたが、関東地区のスペシャルウィークに該当したニッポン放送はソフトバンク対巨人戦の関東ローカル向け自社制作に差し替えている（同カードのKBC制作分がNRN本番となった10日と11日も別途自社制作）。この日だけ巨人戦のNRNナイター予備順が下げられた措置が取られた理由は明確にはされていない。
- 6月24日は交流戦予備期間かつJRN割り当ての火曜日で、既に楽天は交流戦の全日程を終了していたため、ナイトゲームの基本放送枠に編成された『TBC POWERFUL BASEBALL SPECIAL』は林田が進行。18時台は『浅村のヒットは私の酸素 トリプル記録おめでとう』と題して浅村栄斗選手の2000本安打達成を記念する内容を放送。19時台以降は林田が担当しているナイターオフ番組『Bナイト』の特別版を放送した（当日は「ロッテ×巨人」が行われていたが、中継を制作したのはNRN本番扱いのニッポン放送のみであった）。
  - オールスターゲーム前の移動日である7月22日も、JRN割り当ての火曜日であるため、6月24日同様に林田の進行による『TBC POWERFUL BASEBALL SPECIAL』をナイトゲームの基本放送枠に編成。18時台は『こんなもんじゃないぞイーグルス!』と題してシーズン前半戦を回顧。19時台以降は『Bナイト』の特別版を放送した。
- 8月14日のオリックス対楽天戦は、同日にセ・リーグの試合開催がないことからMBSが自社で中継を実施するため（NRNでは第1予備扱い。本番カードはSTVラジオ制作の日本ハム対ロッテ戦）、TBCへネットされた。前年の同時期の試合同様の措置である。

## 解説者

### 現在
●の人物は番組公式サイトにて解説者として紹介されている人物。
- 山村宏樹●（2014年 - 。ミヤギテレビ・東日本放送・楽天球団制作中継解説者兼）
- 鉄平●（2016年 - 2018年、2022年 - 。楽天球団制作中継解説者兼）
- 草野大輔●（2019年 - 。楽天球団制作中継解説者兼）
- 岡本真也●（2022年 - ）
- 大塚光二●（2023年 - 。東北福祉大学硬式野球部の監督を1月で退任したことを機に、同年のセ・パ交流戦最終カードに当たる6月21日の「楽天対中日」戦〈ニッポン放送・東海ラジオを含むNRN全国ネット本番〉中継より出演。監督へ就任する2015年6月以前にも、文化放送の解説者として同局制作の「西武対楽天」戦中継などに出演していた。2024年度は本名の『大塚孝二』名義で出演していたが、2025年度に『光二』表記に戻している。楽天球団製作中継解説者兼）
- 平石洋介●（2025年 - 。フジテレビONEプロ野球ニュース・楽天球団製作中継解説者、文化放送・九州朝日放送ゲスト解説兼。前述2局制作の楽天のビジター戦に出演することがある一方、KBCへの配慮からRKBはじめJRN加盟局向けに流れる可能性のある中継は担当しない）
- 長谷部康平（2023年 - ）
- 梅津智弘（2024年 - ）
- 今江敏晃（2025年 - 。同年途中にサムスン・ライオンズQCコーチに就任）

### 過去
※「ダイナミックナイター」時代の出演者も含む。
- 加藤俊夫（イーグルス創設後は出演せず）
- 島田源太郎（イーグルス創設後は出演せず）
- 長谷部忠雄（元東北高校・法政大学内野手、プロ選手経験なし。イーグルス創設後は出演せず）
- 土屋弘光（イーグルス創設後も出演。1982年 - 1986年、1991年 - 2009年）
- 吉岡悟（イーグルス設立後は出演せず）
- 佐々木信行（2005年 - 2018年。現・東北工業大学硬式野球部コーチ）
- 新浦壽夫（2005年 - 2012年）
- 西崎幸広（2005年 - 2006年。現在もSTVラジオ制作の「日本ハム×楽天」にて、TBCの中継に登場することがある）
- 駒田徳広（2006年 - 2008年。現・巨人三軍監督）
- 秦真司（2007年）
- 松本匡史（2008年 - 2019年。楽天球団制作中継・フジテレビONEプロ野球ニュース解説者兼。現・玉川大学硬式野球部監督）
- 高橋雅裕（2009年 - 2010年、2012年 - 2024年。楽天球団制作中継・TBSチャンネル解説者兼。2024年にBCリーグ・群馬ダイヤモンドペガサス監督に就任したが、就任初年度のみ監督業に支障のない範囲で出演していた）
- 杉山賢人（2010年 - 2014年、2022年 - 2024年。テレビ埼玉解説者兼。現・ノースアジア大学硬式野球部監督）
- 山﨑武司（2014年 - 2022年。ミヤギテレビ・CBCテレビ・フジテレビ・東海テレビ・テレビ愛知・東海ラジオ・ニッポン放送兼。年数回程度出演。東海ラジオやニッポン放送への配慮から、CBCラジオや文化放送やRFラジオ日本（かつてはTBSラジオも該当）に流れる可能性の無い中継のみ担当。ちなみに2017年5月30日の「楽天×巨人」でTBSラジオを含むJRN本番の担当予定[注 12] が一旦発表されたが、ニッポン放送との契約の関係上、当初はNRN向け裏送り担当を予定していた佐々木信行と入れ替えた。2023年以降は自社制作分への出演が無くなっているが、ニッポン放送や東海ラジオからのネット受け中継では引き続き登場している）
- 岩村明憲（2016年 - 2017年。NHKBS1MLB中継ゲスト・テレビ北海道・仙台放送・楽天球団制作中継・テレビ大阪ゲスト解説者兼。BCリーグ・福島レッドホープス球団代表（当時は選手・監督兼務））
- 永井怜（2016年 - 2019年。現・楽天二軍投手コーチ）
- 井上純（2017年。楽天球団制作中継解説者兼）
- 後藤光尊（2017年 - 2018年。現・富邦ガーディアンズ二軍監督）
- 牧田明久（2017年 - 2019年。現・楽天二軍外野守備走塁コーチ）
- 中濱裕之（2017年[61]、2021年 - 2022年。楽天球団制作中継解説者兼）
- 上岡良一（2018年 - 2022年。2020年までは相当数の試合に出演していたが、2021年以降は年数回程度の出演）
- 阿部俊人（2018年。楽天球団制作中継解説者兼）
- 聖澤諒（2019年 - 2021年。楽天球団制作中継解説者兼。ただし2020年は出演実績なし）
- 枡田慎太郎（2020年 - 2024年。宮城県仙台第一高等学校コーチ兼。現・埼玉武蔵ヒートベアーズコーチ）
- 青山浩二（2021年 - 2023年。楽天球団制作中継解説者兼。現・楽天二軍投手コーチ）
- 飯田哲也（2021年 - 2022年。BS-TBS・TBSチャンネル・MXテレビ・DAZN兼）

## 実況アナウンサー・リポーター

### 現在
- 松尾武 ※2017年度まではスカパー!、DAZNでベガルタ仙台戦実況担当があった（守屋アナ、伊藤アナと交互）。
- 守屋周（2005年8月 - ）※2017年度まではスカパー!、DAZN でベガルタ仙台戦実況担当があった（松尾アナ、伊藤アナと交互）。月曜はEn∞Voyage担当。
- 飯野雅人（2008年4月 - ）※福島放送より移籍。2025年4月時点で「Goodモーニング」月曜・火曜担当のため、主に水 - 土曜の中継を担当。
- 林田悟志（2014年4月 - ）※2015年より実況も担当。
- 坂寄直希（2023年5月 - ）※飯野同様に福島放送より移籍。2023年6月25日の「楽天×西武」からは実況も担当。2025年4月時点で「ウォッチン!みやぎ」月曜・火曜担当、「ひるまでウォッチン!」月 - 水曜担当のため、主に木 - 土曜の中継を担当。
- 玉置佑規（2023年5月 - ）※長崎文化放送より移籍。2024年7月14日の「楽天×西武」からは実況も担当。2025年4月時点で「Nスタみやぎ」木・金曜担当のため、主にそれ以外の曜日の中継を担当。

以下はリポーター専任
- 塩入未央（2024年4月 - ）
- 村上晴香（2024年5月 - ）※2023年に秋田朝日放送より移籍。
- 三保谷元（2024年9月 - ）

遠征試合のリポーター派遣は開幕シリーズや全国中継の可能性がある場合、同じ試合を（ネット受けも含めて）TBCテレビで中継する場合、楽天がポストシーズン進出の場合のみ行われる（HBC・STV・RKB・KBCも、自社制作試合以外では同様の方針である）。一時期のホームゲームにおいて地上波テレビ他局やNHK-BS、BS朝日の放送がない場合にヒーローインタビューのインタビュアーをTBCアナが担当していた。理由は球団制作中継のリポーターが就任直後だった為の処置である。

### 過去
- 佐藤修（2005年 - 2019年）※2011年度からスポーツ部の部長へ異動したが、当番組には2019年度まで出演。異動後は、東北放送の制作協力によるスカパーのベガルタ仙台ホームゲーム中継にプロデューサーとして参加していた。2020年3月31日の定年退職を経て、2020年度から仙台大学体育学部の教授へ就任。2023年からはRakuten.FMの実況アナウンサーとしても活動。
- 三橋泰介（2005年 - 2009年）
- 大井健郎（2005年 - 2007年、2008年4月より報道部記者）
- 伊藤晋平（2011年5月 - 2022年9月）※TBCのアナウンサーとして、2011年のみリポーター、2012年から2022年9月の途中まで実況も担当。2022年9月30日付でTBCを退社。
- 菅生翔平（2012年7月 - 2022年9月）※2013年まではリポーター専任で、2014年より実況も担当。2022年3月31日付でTBCを退社したことを機に、自身の意向で学習塾の講師へ転身したが、同年シーズン内はフリーアナウンサーとして土・日曜日に限定して出演を継続[注 13]。退社の翌日には、「楽天×ソフトバンク」のRKB向け裏送り中継で実況を担当。2023年以降は坂寄と玉置が加入したこともありラジオ中継への出演実績がないが、テレビ中継には不定期に出演することがあった。2025年からはRakuten.FMの実況アナウンサーとして活動。
- 黒田直樹（2016年6月 - 2022年4月）※リポーターが主体で、2019年から実況も担当していたが、2022年4月30日付でTBCを退社。
- 鈴木光裕（2022年、文化放送出身のフリーアナウンサー・Rakuten.FMの編成部長兼実況アナウンサー）※文化放送への在籍中にも、「西武×楽天」の同局制作分中継で実況・リポートを担当することがあった。菅生と黒田が2022年4月までにTBCを退社することが決まっていたことを受けて、TBCの自社制作による中継への出演を開始。2023年以降は出演していない。

以下はリポーター専任
- 根本宣彦（2005年）
- 山本義幸（2005年）※スポーツニュースや関連番組を担当していたが、実況には関わっていない。
- 若生哲旺（2005年）
- 安東理紗（2006年8月 - 2007年）
- 猪井操子（2008年 - 2010年）
- 菅野愛郁（2012年5月 - 2013年4月）※裏送り中継には出演しなかった。以降はTBCパワフルベースボールplusなどのスタジオ担当に専念していたが、2015年4月8日の「楽天×ソフトバンク」でリポーターを担当した。2016年からは楽天球団制作中継のリポーター就任のため、本番組には出演していない（「あっつあつ☆らじお」への出演は2017年3月まで継続）。
- 袴田彩会（2014年4月 - 2017年）

以下は前身のダイナミックナイター時代担当者
- 吉岡徹也（1973年5月 - 80年代半ば? ロッテが本拠地にしていた頃のエース。定年までアナウンサーを務めた）
- 荒井益次（後にアナウンス部長等を経て定年退職）
- 火煙雅之（現：事業局長）
- 草刈裕之（現：報道制作局テレビ制作部長）
- 田沼佳之（現：報道部）
- 小林徹夫（後に九州朝日放送アナウンサー。以降も同局制作の「ソフトバンク×楽天」の実況・リポートを担当することがあった）
- 石黒新平（後にニッポン放送→2008年アール・エフ・ラジオ日本契約アナ→2011年広島ホームテレビ・アナ→2012年フリー→2016年アール・エフ・ラジオ日本契約アナ。ラジオ日本制作の「巨人×楽天」ならびに「ロッテ×楽天」の実況・リポートを担当することがある）

## 前座番組
2007 - 2017年の間、火曜から金曜の夕方に当夜の中継カードの直前情報を伝えるミニ番組を設けていた。2009 - 2015年はキリンの提供が付くニッポン放送の企画ネット番組となっていた（『ショウアップナイタープレイボール』を参照）。しかし、2017年のナイターオフ期から夕方のワイド番組『NEW NEWS』が、2020年10月以降は『シロクジTUNE』が18時前まで放送されるようになったため、2018年以降の平日は単独での前座番組を設けておらず、2021年までは『シロクジTUNE』内のスポーツコーナー（守屋周が担当する「モリヤスポーツ」）で事実上代替していた。
TBCラジオでは、月 - 金曜日に放送されていた『シロクジTUNE』を、2022年の4月改編（3月28日）から金曜日にのみ編成。月 - 木曜日には、自社制作による『プレスポ』（野球を含む宮城県内向けのスポーツ情報番組）を17:14 - 17:59に放送している。『プレスポ』では当番組にも出演するスポーツアナウンサーが日替わりでパーソナリティを務めるため、火 - 木曜日に楽天のナイトゲームを自社制作で中継する場合には前座番組、月曜日が祝祭日で楽天のデーゲームを中継する場合には後座番組の役割を担う。前者の場合にはパーソナリティが17:25までのパートにしか登場せず、『TBCニューストゥデイ』（自社制作のローカルニュース）や『ネットワークトゥデイ』（TBSラジオからJRN向けに放送する全国ニュース）などの内包コーナーをはさんで、17:47以降のパートを実況担当のアナウンサーと解説者のクロストークに充てている。
過去
- 沸点ギリギリ!あっつあつ☆らじお→あっつあつ☆らじお→あつらじ（土曜）

通常は土曜午後のワイド番組であるが、14時開始のデーゲームが行われる場合は、13:55〜13:58の3分間のみの放送として直前情報番組に変わる。
- スポ天!（2017年度、月曜〜金曜17:49〜17:57）

2016年のナイターオフ期から通年で放送。趣旨は前番組であるスポーツトゥデイを引き継いでいるが、TBC気象予報士による天気コーナーが追加された。ナイター中継のない月曜日にも放送された。
- スポーツトゥデイ（2016年度、月曜〜金曜17:49〜17:57）

2015年までのキリン提供企画ネット枠の廃止に伴う編成見直しにより新設された。中継がある場合には「イーグルスラボ」の担当者が進行する。ナイター中継のない月曜日にも放送された。
- キリン一番搾りプレゼンツ ICHIBANプレイヤー!（2010年4月6日-10月1日、2012年4月3日-2015年9月25日、火曜〜金曜17:25〜17:30）

担当：菅野愛郁（2012年。2010年は大胡菜夕）。ICHIBANプレイヤー予想クイズは当夜の中継カードのものなので、イーグルスの試合を放送しない日は当然他球団の選手が選ばれていた。
- ベースボール・ストーリー（2015年度まで、月曜17:25〜17:30）

日頃は土日ナイター中継時の穴埋めにも使われるノンスポンサーの録音番組（担当：菅原克彦）だが、月曜日にナイター中継が入る際には直前情報番組（担当、菅野愛郁）に変わっていた。
- TBCプロ野球情報（2011年度、火曜〜金曜17:25〜17:30）

キリンのCMは番組直後に流れていたが、提供の読み上げはなかった。クイズもなかった。担当は大胡菜夕、菅野愛郁（担当曜日はナイター後の番組「TBCパワフルベースボールPlus」の担当曜日に準じる）。
- キリン氷結ストロング ストロングプレーヤー!（2009年度、火曜〜金曜16:55〜17:00）

担当：大胡菜夕（この年一般公募で選ばれた“TBCイーグルス応援パーソナリティ”）。内容は現在の「ICHIBANプレイヤー!」と同じ。
- Field of dreams 〜ベースボール・ストーリー〜（2007,08年度、火曜〜金曜16:55〜17:00）

イーグルスホームゲームがある日は、TBCスポーツアナウンサーが宮城球場から直前情報を生でレポートする。ホームゲームがない日は現在の「ベースボール・ストーリー」と同じ（担当：菅原克彦）。

## 後座番組

### 2011 - 2017年度（『TBCパワフルベースボールPlus』→『イーグルスラボ』）
2011年度（2011年4月12日）から2014年度までは、火 - 金曜日のナイトゲーム中継の後座番組として『TBCパワフルベースボールPlus』を編成。基本の放送枠を21:00 - 22:00に設定していたが、ナイトゲーム中継を21:00以降にも続けた場合には、中継終了直後からの放送か休止のいずれかで対応していた。2015年度から2017年度までは、『イーグルスラボ』というタイトルで放送。

#### 出演者
- 大胡菜夕（2011年度、前身番組の『熱血!ベースボールスタジアム』から続投）
- 菅野愛郁（2011 - 2015年度、2013年度のみ木・金曜日を担当）
  - 『沸点ギリギリあっつあつラジオ』と並行しながら出演していたが、2012年5月から当番組の楽天戦中継で楽天側のベンチリポーターも兼務するようになってからは、ベンチリポートの担当日に東北放送のスポーツアナウンサーがスタジオから進行していた。
- ニードル（2013 - 2017年度、火・水曜日）
- 東北放送のスポーツアナウンサー（2016 - 2017年度、木・金曜日）

#### 放送内容
- TBCニュース（放送されない場合あり）
- その日の楽天戦の試合内容の振り返り（試合終了後のKスタから実況アナウンサーとのクロストークもある）
- 楽天ファーム情報
- その日行われた他のプロ野球の速報やその他スポーツ情報も伝える。

### 2018年度以降（『tbcPOWERFULBASEBALLα』→『tbcナイタージャンクション』）
TBCラジオでは2018・2019年度に、生放送のクッション番組を制作しなかった。新型コロナウイルス感染症流行の影響でレギュラーシーズンの開幕を6月中旬にまで遅らせていた2020年度には、例年であればナイターオフ編成に入っていた10月にも楽天などのナイトゲーム中継が組まれていたため、同月の火・水曜日には『tbcPOWERFULBASEBALLα』という自社制作の後座番組を編成。東北放送のスポーツアナウンサーがパーソナリティを務めた。
2022年度には、『tbcナイタージャンクション』（かしわプロダクション制作の収録番組『ミュージックブルペン』に『ベストミュージックコレクション・ジャパン』を組み合わせた2部構成番組）を、火 - 金曜日に後座番組として編成。基本の放送枠は21:00 - 21:49で、ナイトゲーム中継を21:44以降も続ける場合には放送せず、確保できる放送枠が25分未満の場合には『ミュージックブルペン』のみ放送する（当該項でも詳述）。